# Тучне (Львівський район)
Тучне́ — село в Україні, в Львівському районі Львівської області. Населення становить 382 особи. Орган місцевого самоврядування - Перемишлянська міська рада.
Тучне розташоване на межі Львівського району Львівщини та Івано-Франківського району Івано-Франківської області. Зі сходу межує зі селами Добряничі, Утіховичі, з півдня — село Прибин, з заходу — хутір Плоска, а з півночі — Глібовичі.
Село Тучне розкинулось на пасмі Розточчя, що служить природним вододілом басейну Чорного та Балтійського морів. Західна околиця села омивається водами річки Свірж, яка впадає у Дністер.
Тучне займає висоти 356—387
метрів над рівнем моря. З півдня, заходу та півночі село оточують листяні ліси.

## Історія
Первісна назва села було Тучно, саме така назва використовувалась в усіх церковних документах цієї парафії у Львівській єпархії у XVIII — початку ХХ століття, натомість у польськомовних документах вживається назва Тучна або Тучне.
Вперше Тучне згадується у розмежуванні, проведеному 24 квітня 1422 року між королівськими дібрами (Стоки та Любешка) з одної сторони та дібрами дідичного пана Гліба з Романова, галицького воєводи, теребовельського і коломийського старости - з іншої сторони (Стрілки, Свірж, Глібовичі і Тучне).
В XVI ст. власниками села були Свірзькі - нащадки Гліба з Романова по лінії його онука Марціна, у XVII — XVIII ст. — Цетнери (1661 — галицький каштелян Александр, 1711 — його тезка, теребовлянський староста). 
В 1779 році власником села був Домінік Цетнер. Село нараховувало 24 господарства. В розпорядженні селян тоді було 15 коней та 41 віл. Село мало 22 ділянки землі (кожна ділянка приблизно 7 моргів (морг= 0.56 га). На користь пана селяни змушені були 1 день в тиждень відпрацьовувати тяглову панщину (примусова робота кіньми, волами).

### Боротьба ОУН— УПА проти комунізму
17.ІХ.44 р. до с. Тучне приїхали більшовики в числі 250. Обступивши село, зловили кількох мужчин до армії та спалили 10 господарств. На списку мали 15 родин. Забрали лише 4 родині, бо інших не вдалося їм зловити. 
Весною 1953 р. в селі перебував В. Кук- Головнокомандувач УПА. Зв'язковим В. Кука в селі був Григорій Трач. Ймовірно, що в його господарстві була криївка, де переховувався головнокомандувач УПА.https://litopysupa.com/wp-content/uploads/2019/01/NS_Tom_27_Borotba_proty_povstanskoho_rukhu_i_natsionalistychnoho_pidpillia_protokol_y_dopyt.pdf

## Церква

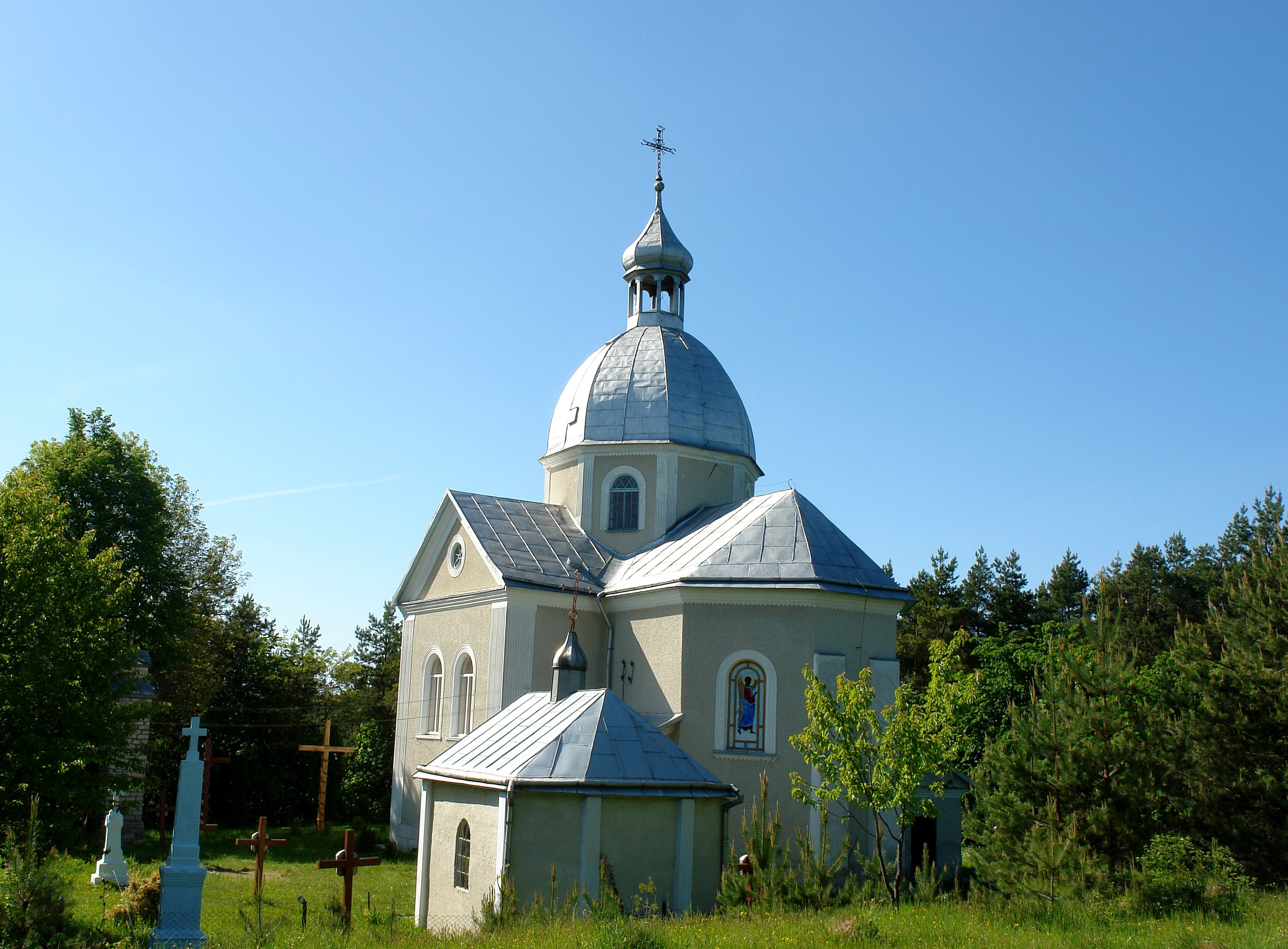
Храм Благовiщення Пречистої Дiви Марії с. Тучне

Зі східної сторони Тучного на високій горі серед соснового лісу сяють бані храму Благовіщення Пречистої Діви Марії. Сучасний храм це третя відома сьогодні церква, збудована у Тучному.
Перша церква існувала у XVII ст, її спалили татари. У 1626 році село було зруйноване майже на 78,2 % після нападу орди.
Друга церква Благовіщення була збудована на місці появи чудотворної ікони Богородиці. Сучасний кам'яний храм збудовано у 1900 році на місці старої дерев'яної церкви.
Наприкінці 60-х років XX століття радянська влада закрила церкву, намагалась перетворити її на музей. Проте віряни продовжували таємно проводити відправи, на які приїжджали підпільні священики УГКЦ: о. Василь Білінський, о. Степан Здобиляк, о. Михайло Будзінський, о. Михайло Возняк (батько Владики Ігоря Возняка, Митрополита Львівського УГКЦ), о. Василь Оберишин, о. Богдан Смук, о. Євстахій Смаль, о. Петро Городецький, о. Микола Волосянко, о. Василь Вороновський.

З відновленням української держави храм знову відчинив свої двері для молитви.

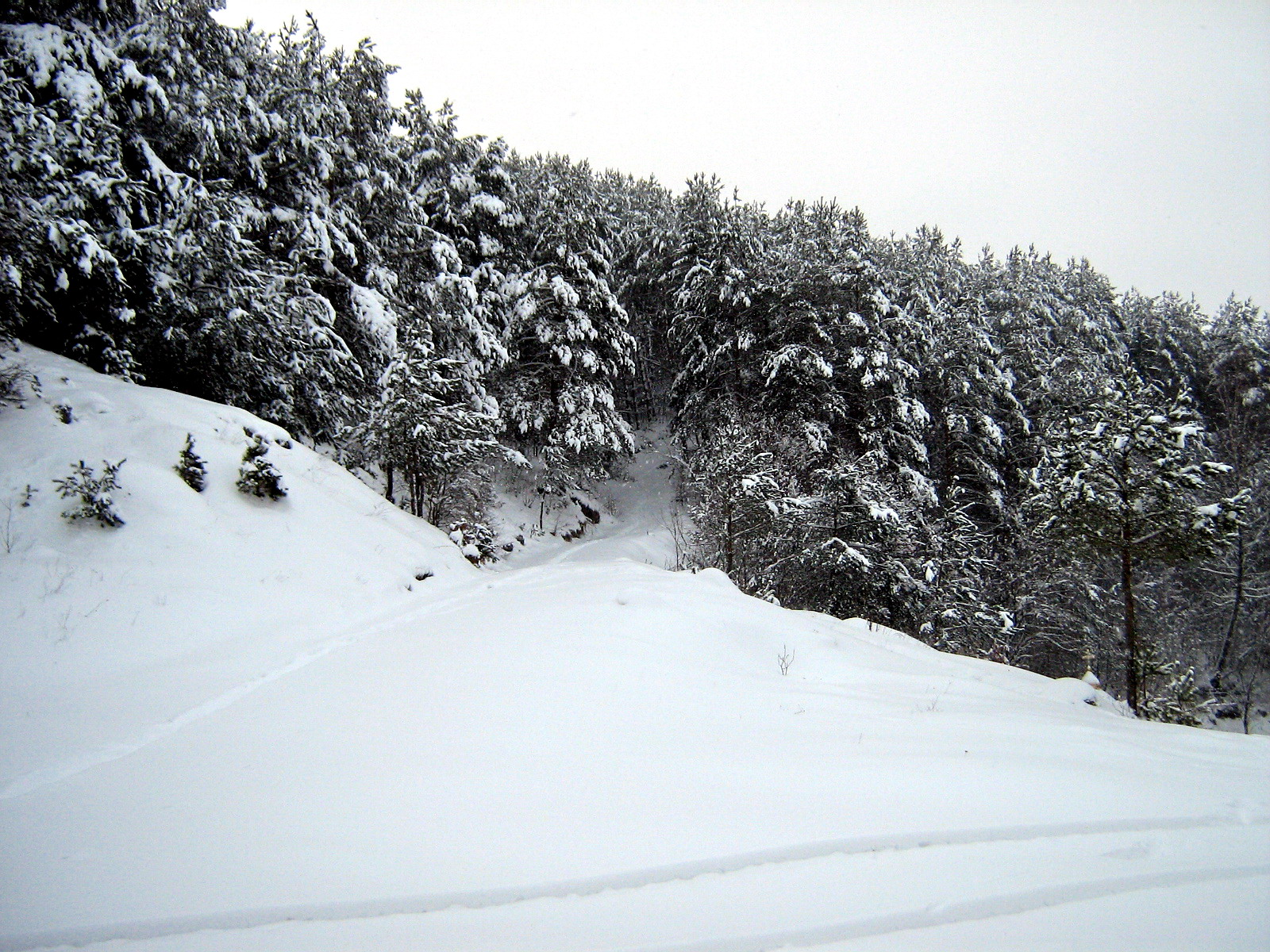
Дорога до храму у с.Тучне
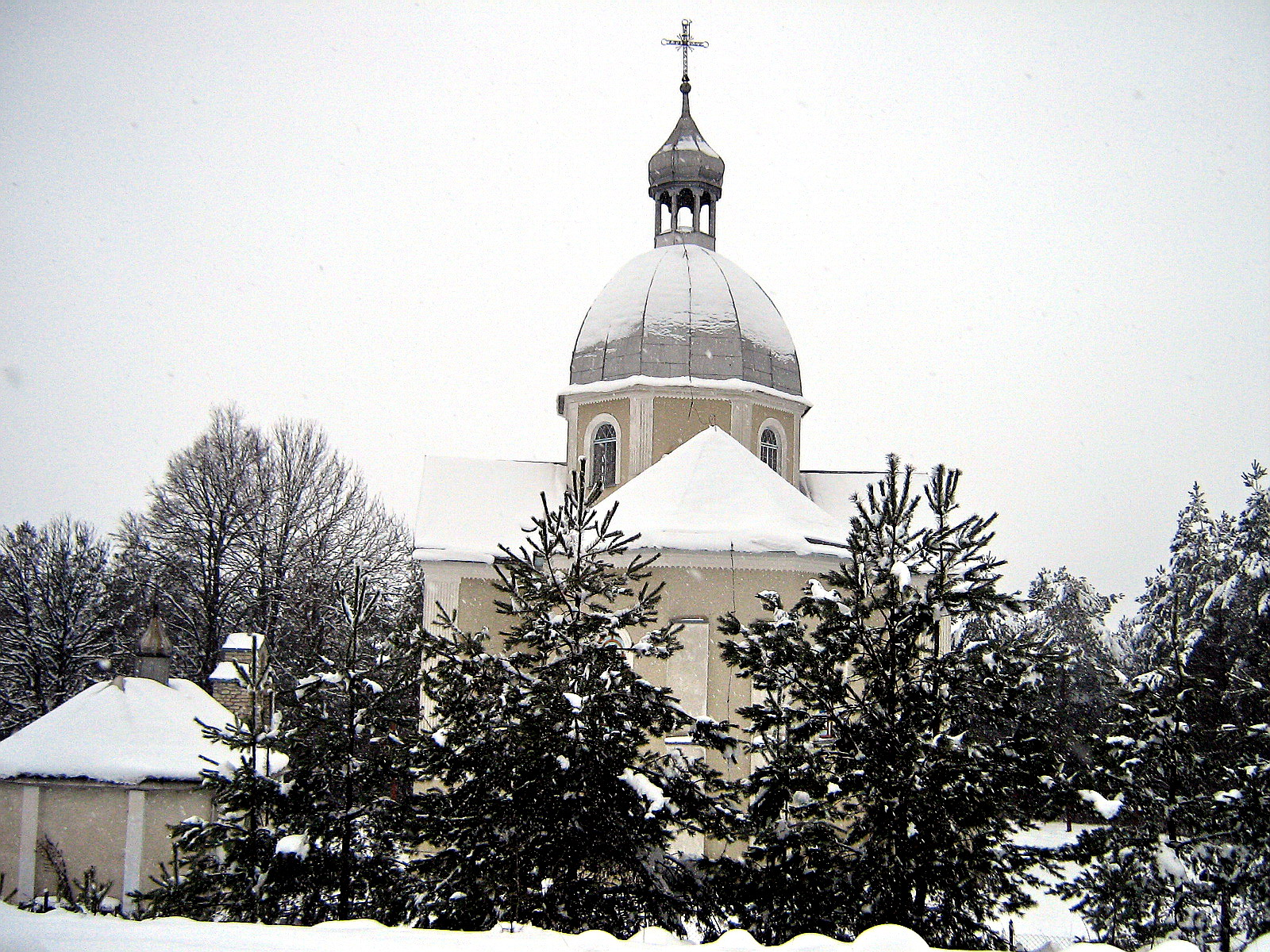
Храм у с.Тучне
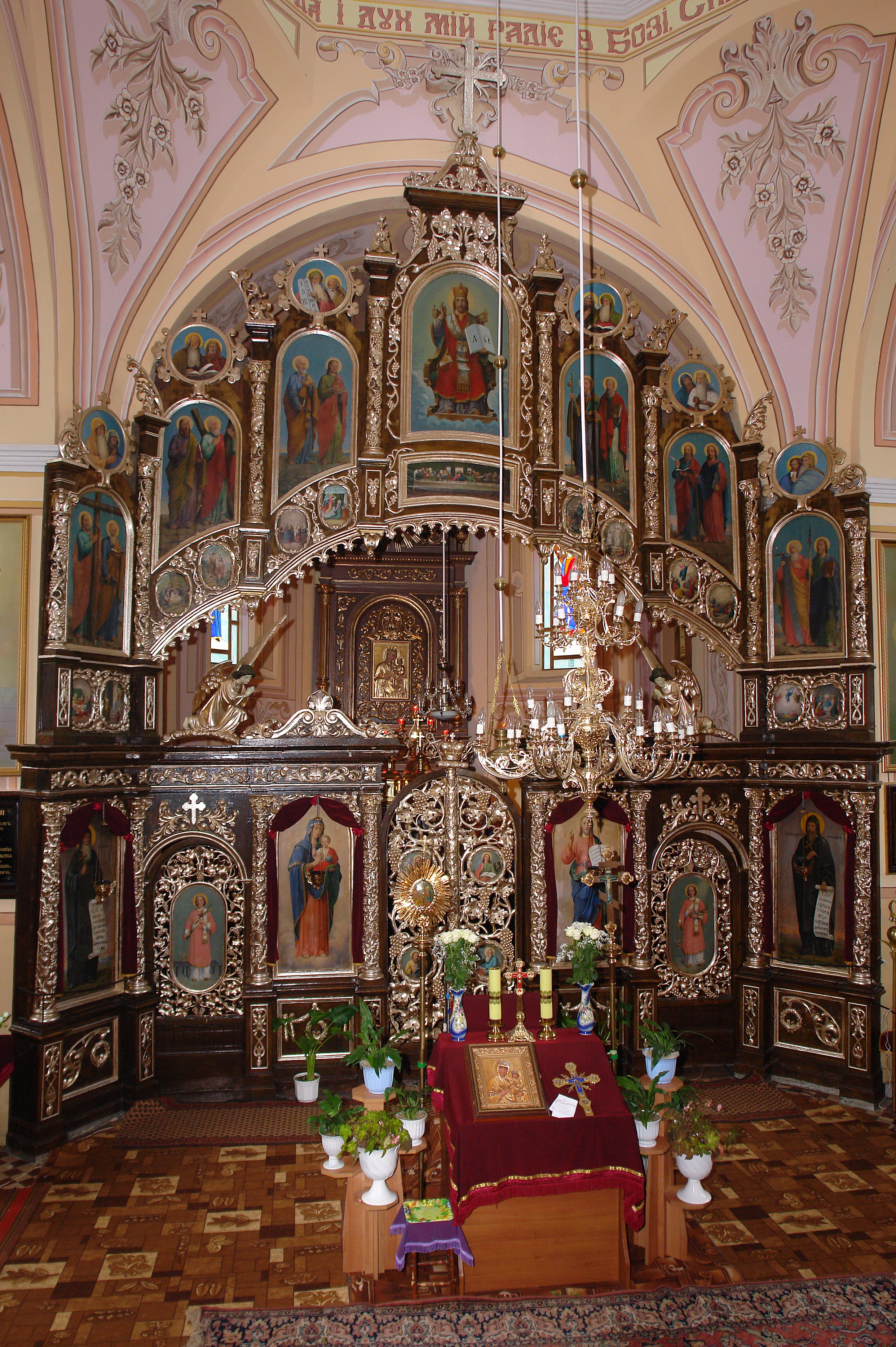
Іконостас храму Благовіщення Пречистої Діви Марії с.Тучне
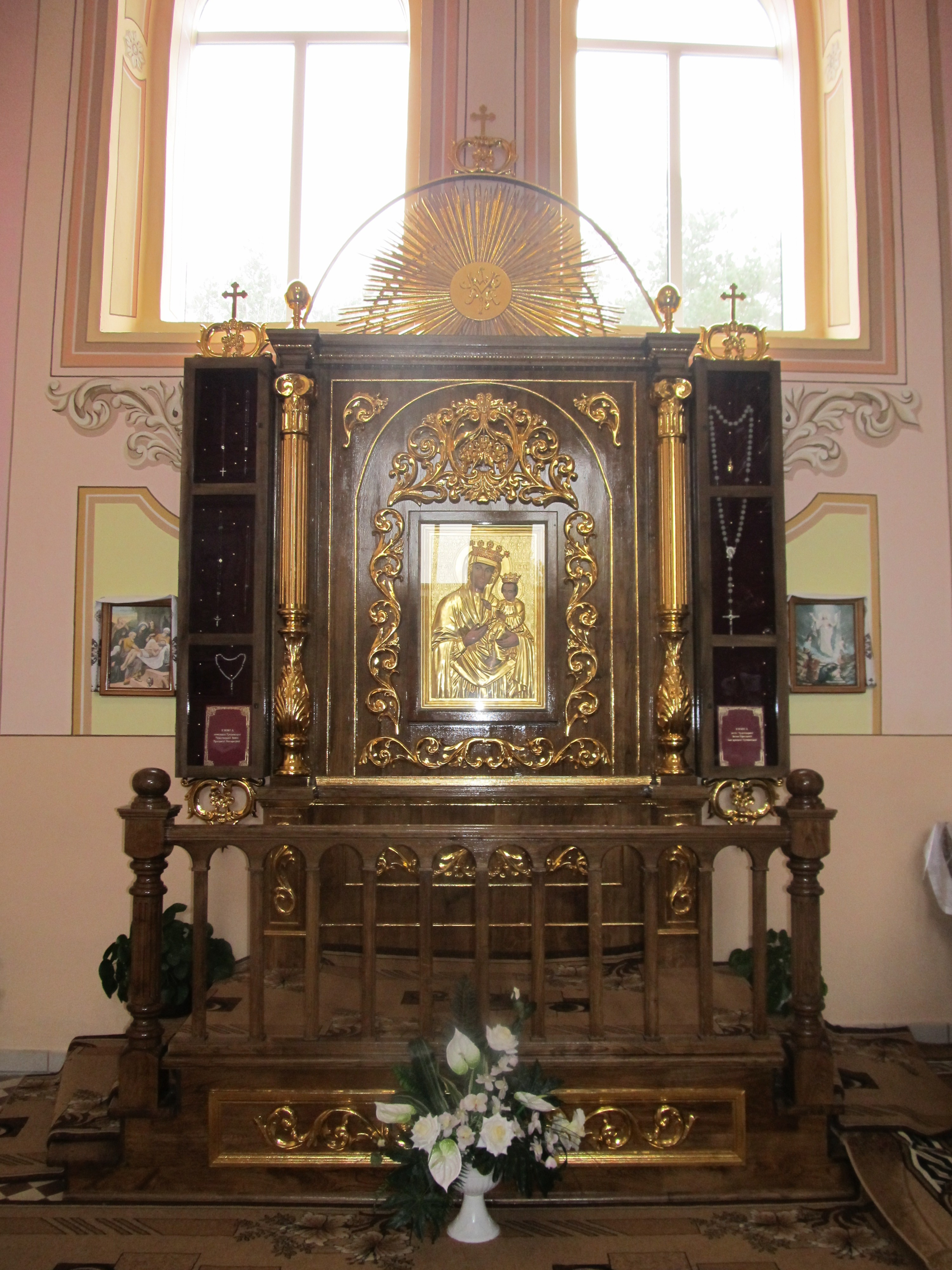
Бічний престіл та копія ікони у храмі с.Тучне

## Чудотворна ікона Богородиці
За народними переказами, на початку XVII століття на старому сільському цвинтарі на липовому пні з'явилася ікона Матері Божої. Двічі селяни переносили її до церкви, однак вона знову з'являлася на попередньому місці. Лише тоді, коли процесія віруючих, очолювана ігуменом Унівського монастиря та місцевим священиком, дала обіцянку на місці об'явлення ікони Пресвятої Богородиці звести храм, її повернення припинилося.

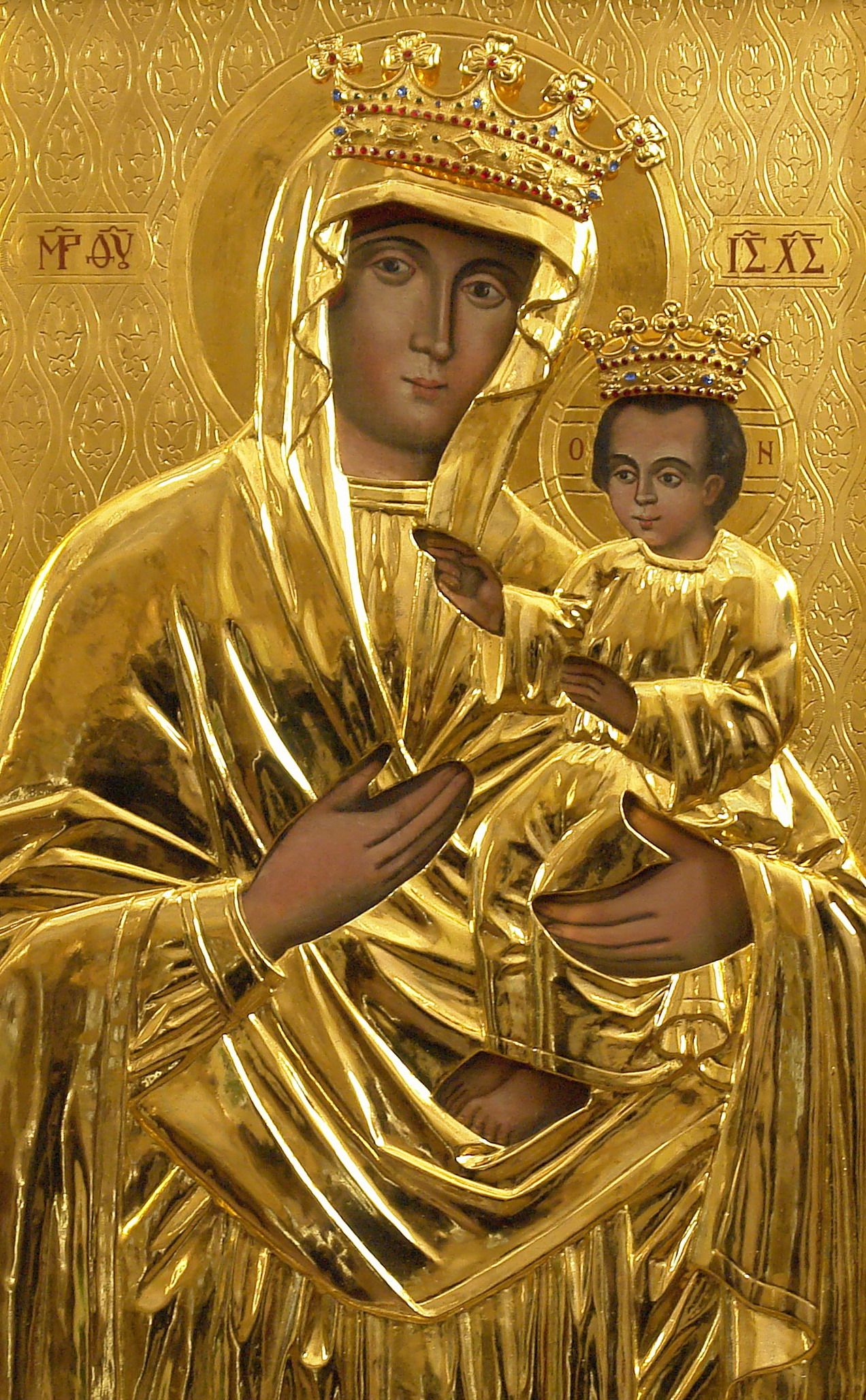
Тучнянська чудотворна ікона Пресвятої Богородиці

Тимчасово примістивши ікону у старенькій дерев'яній церкві Покрови Пресвятої Богородиці, селяни 1690 році звели на святому місці церкву Благовіщення Пречистої Діви Марії. Ця церква не збереглася до наших днів.
Зберігся запис, що з 1 серпня  по 26 вересня 1711 року і повторно з 21 листопада 1711 року по 17 січня 1712 року намісний образ Пресвятої Богородиці Тучнянської плакав. Інформацію про сльозіння Тучнянської чудотворної ікони ми знаходимо записану в «Євангелії» (видання 1690 року). Це Євангеліє купив Сава Думанський, зять Якова та син Гнатів, разом з дружиною Єленою з с. Глібович «на спасіння і відпущення гріхів своїх» і передав «на вічні часи» для храму «чесного і славного» Благовіщення Пресвятої Богородиці у с. Тучному 25 березня 1719 року, за сприяння о. Феодосія Січинського — ігумена Виспенського.
З благословення єпископа Львівського Лева Шептицького (1748—1779 рр.) 16 грудня 1761 року парафію візитував генеральний візитатор — о. Микола Шадурський. З цієї візитації дізнаємося про намісну ікону Пресвятої Богородиці у храмі Благовіщення Пречистої Діви Марії. Вказано, що ця ікона плакала у 1711 р. Документ подає, що ікона Богоматері в той час була шанована в цій місцевості, тому що вже була коронована — мала дві корони, рівно ж ікону прикрашали 46 різних видів кораликів (воти), які були виявом вдячності, народного пошанування, почитання та побожності.  
У 1900 році ікона була поставлена за престолом в новій Благовіщенській церкві і зберігається тут до сьогодні.
У 1902 році за сприянням митрополита Андрея Шептицького та місцевого пароха о. Амбросія Рибака Святіший Отець Папа Римський Лев XIII надав своєю грамотою повний відпуст «для церкви в Тучному в дні Благовіщення Пречистої Діви Марії (7 квітня) та Переставлення святого апостола і євангеліста Івана (9 жовтня) та попразденствах». З цього часу церква Благовіщення Пречистої Діви Марії офіційно проголошена відпустовим місцем.

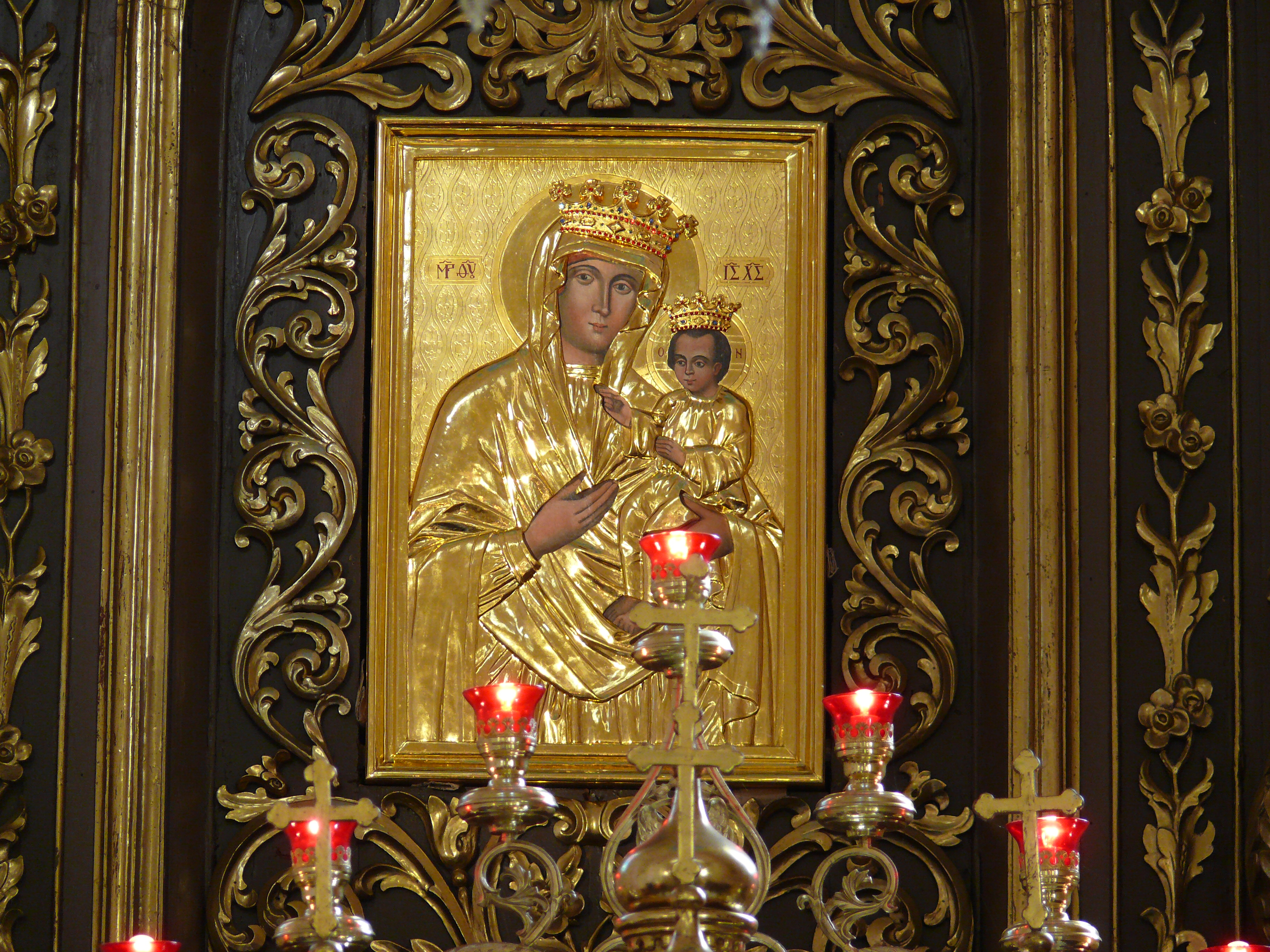
Чудотворна iкона Пресвятої Богородицi Тучнянської

З 1991 року у вільній Українській державі відновилися відпусти у храмі Благовіщення Пречистої Діви Марії.
Двічі біля чудотворної ікони Богородиці у храмі Благовіщення Пречистої Діви Марії молився Преосвящений Владика Юліян Гбур, Єпарх Стрийський УГКЦ: 7 квітня 2004 року та 1 жовтня 2005 року.
З благословення Преосвященного Владики Юліяна, Єпарха Стрийського, у 2009 році проголошено молитву і літургічні богослужбові тексти (змінні частини) Вечірні та Утрені до Богородиці, прославленої в Тучнянській чудотворній іконі.
Тучнянській чудотворній іконі Пресвятої Богородиці також присвячена пісня: «Свята гора» (автор о. Андрій Соколовський).
А ще був створений документальний фільм «Дорогою до неба», присвячений 10-ій річниці від заснування Стрийської єпархії УГКЦ, в якому розповідається зокрема про історію чудотворної ікони Богородиці Тучнянської, як одну із найдавніших ікон Галичини, яка сьогодні очікує нових прочан.
З 27 червня до 7 жовтня 2010 року чудотворна ікона Пресвятої Богородиці перебувала на реставрації. Внаслідок проведення фахових реставраційних робіт було відкрито авторський живопис.
24 жовтня 2010 року відбувся урочистий чин відновлення коронації Тучнянської чудотворної ікони Пресвятої Богородиці після реставрації. Чин коронації звершив архієрей Стрийської єпархії УГКЦ Преосвящений Владика Тарас Сеньків.

9 жовтня 2011 року, в день Переставлення святого Івана Богослова, протосинкел Стрийської єпархії о. Богдан Манишин — сьогодні єпископ-помічник Стрийської єпархії УГКЦ освятив бічний престіл з копією Тучнянської чудотворної ікони Пресвятої Богородиці у храмі Благовіщення Пречистої Діви Марії.

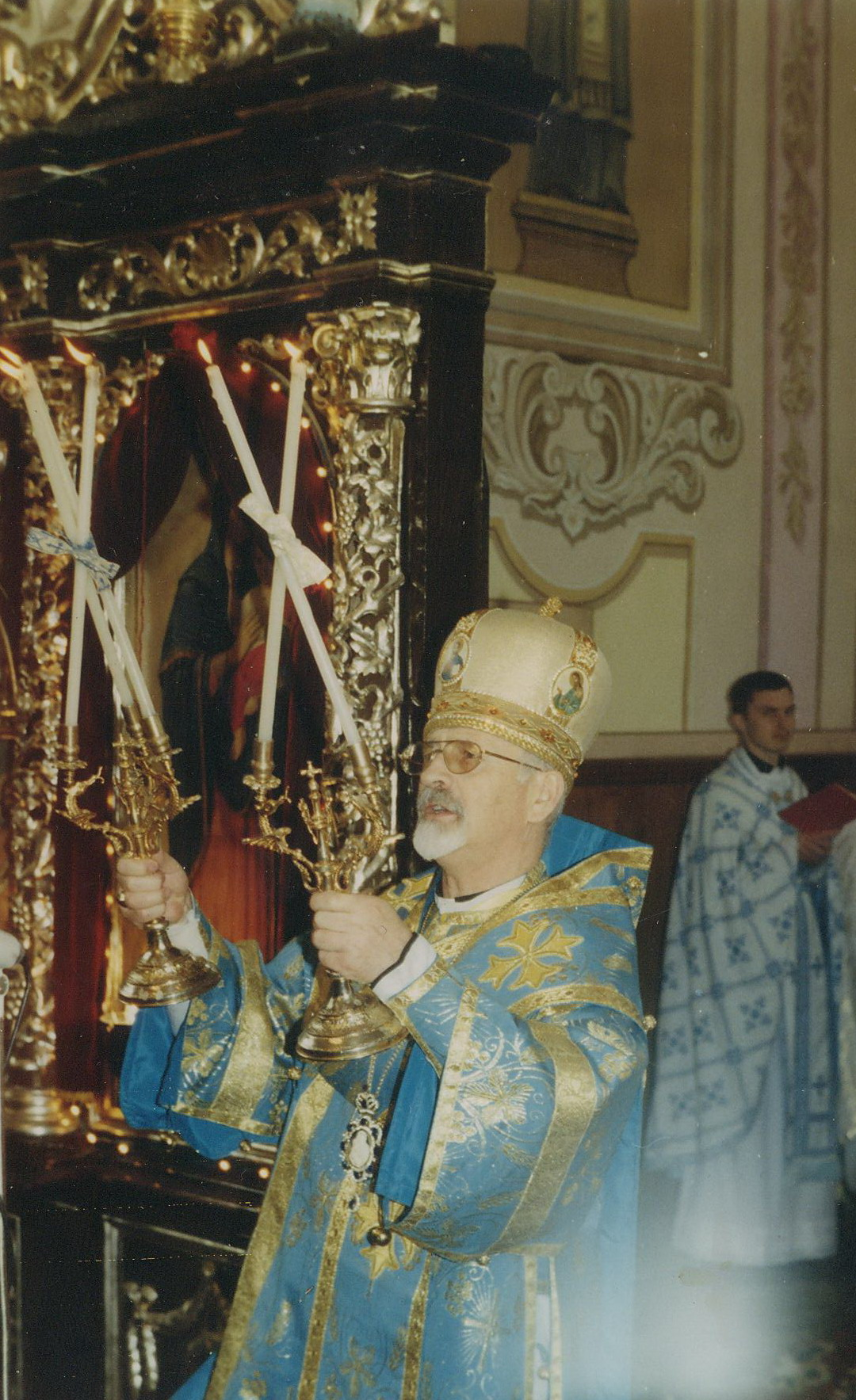
Владика Юліян Гбур у с.Тучне
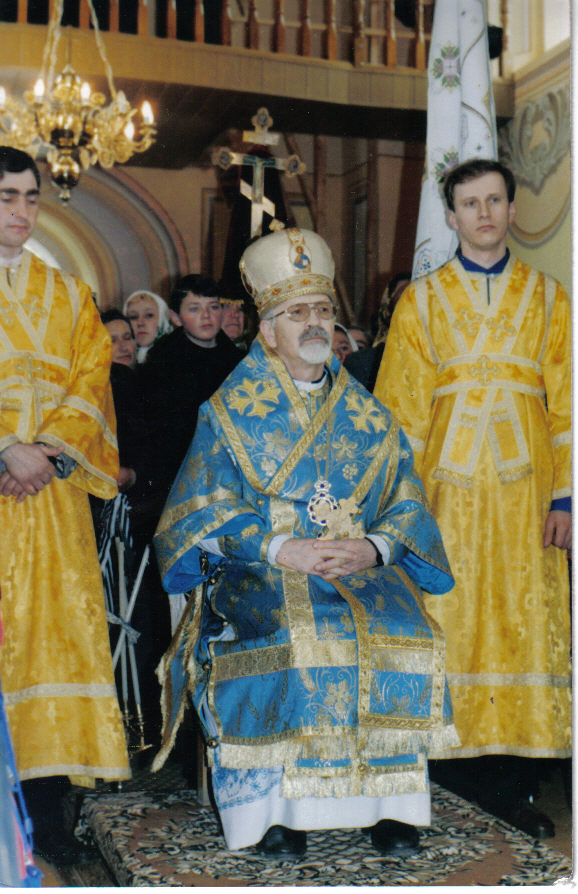
Владика Юліян Гбур у с.Тучне
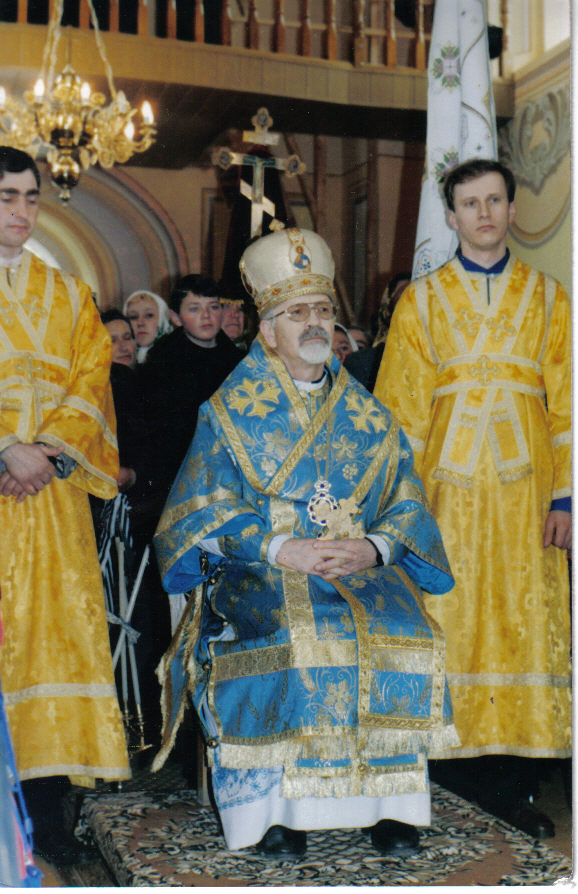
Владика Юліян Гбур у с.Тучне
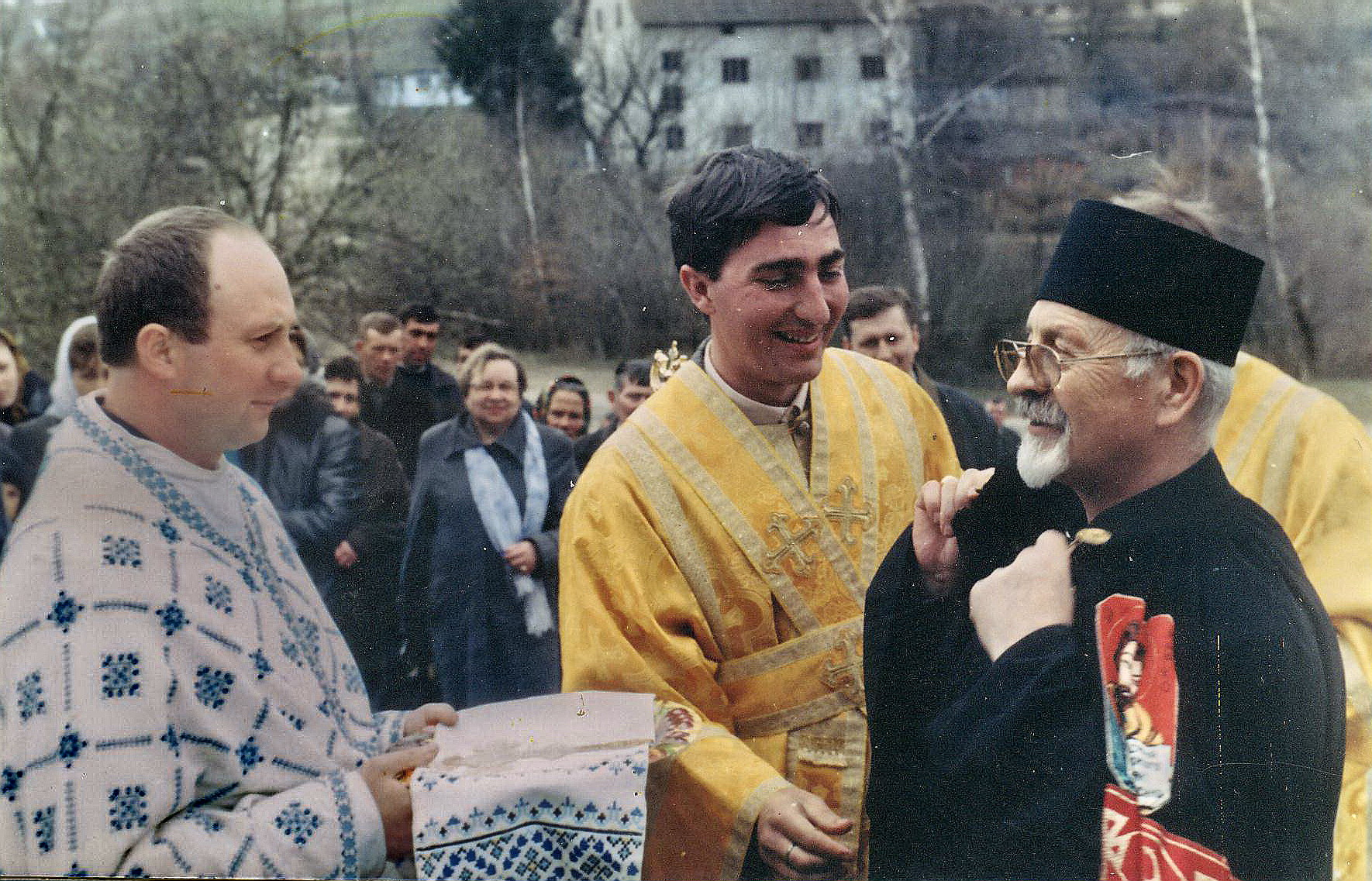
Владика Юліян Гбур у с.Тучне
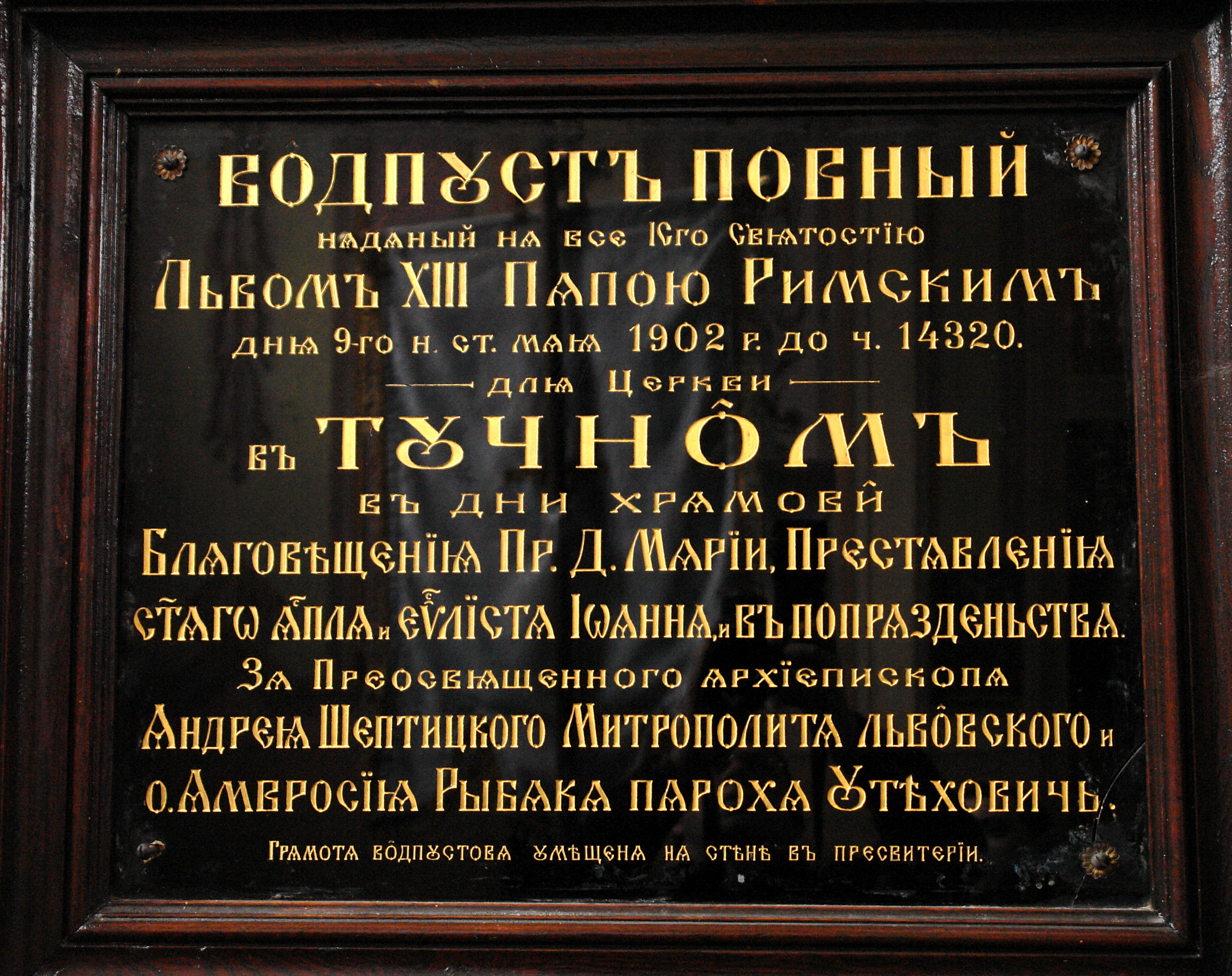
Меморіальна дошка надання відпустів
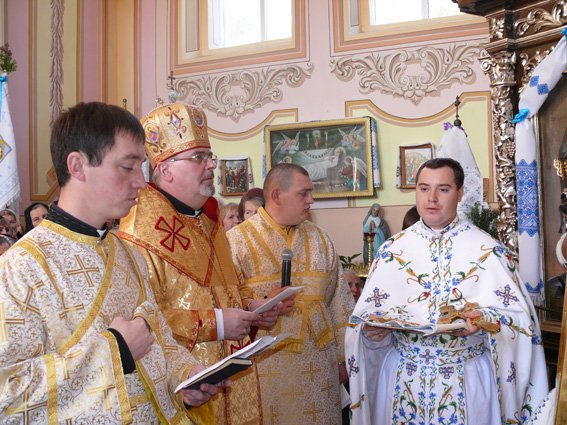
Коронація ікони Тучнянської Богородиці
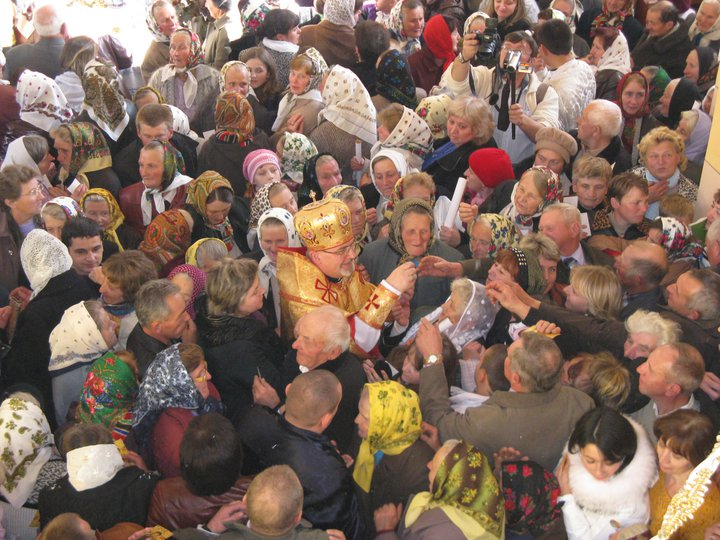
Коронація ікони Тучнянської Богородиці
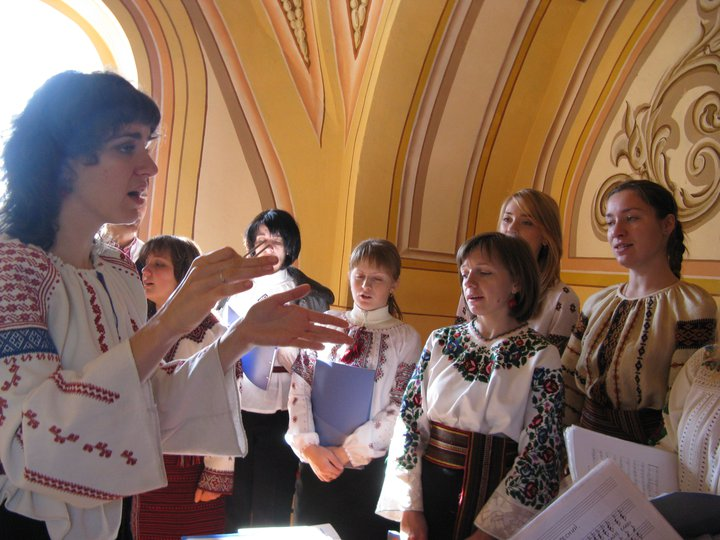
Коронація ікони Тучнянської Богородиці
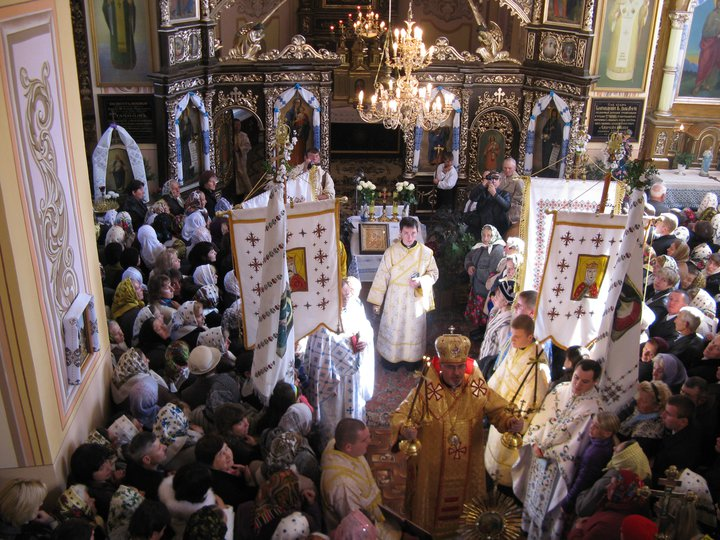
Коронація ікони Тучнянської Богородиці
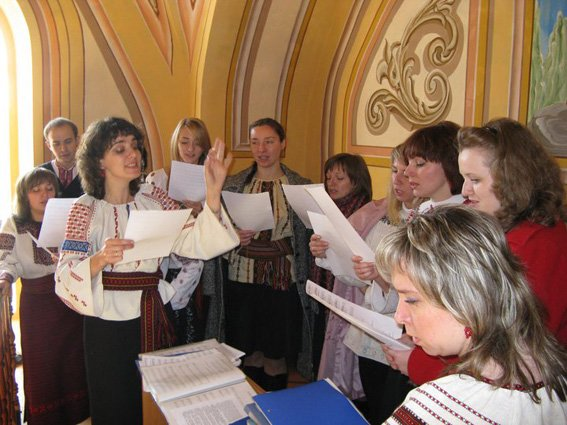
Коронація ікони Тучнянської Богородиці
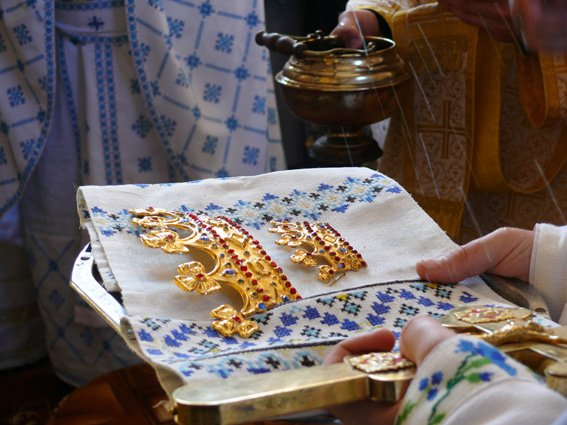
Коронація ікони Тучнянської Богородиці
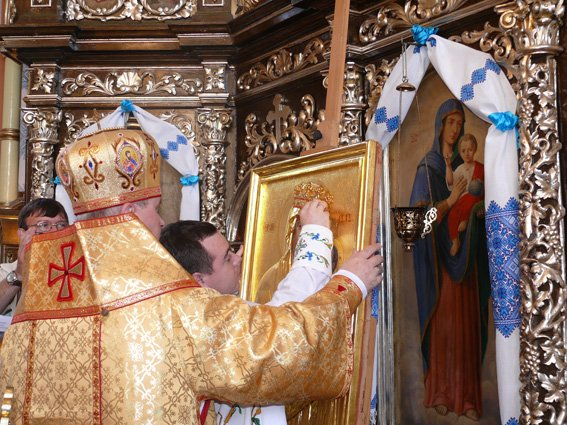
Коронація ікони Тучнянської Богородиці
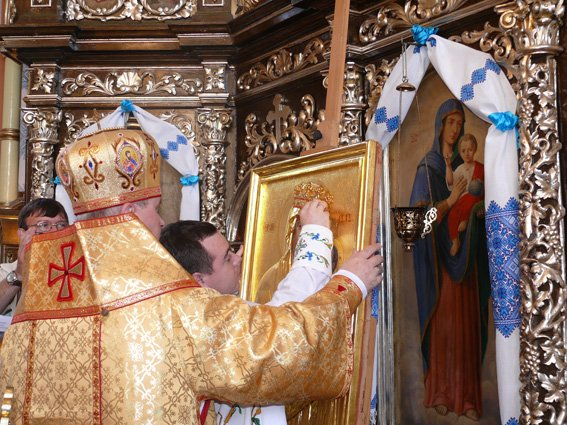
Коронація ікони Тучнянської Богородиці
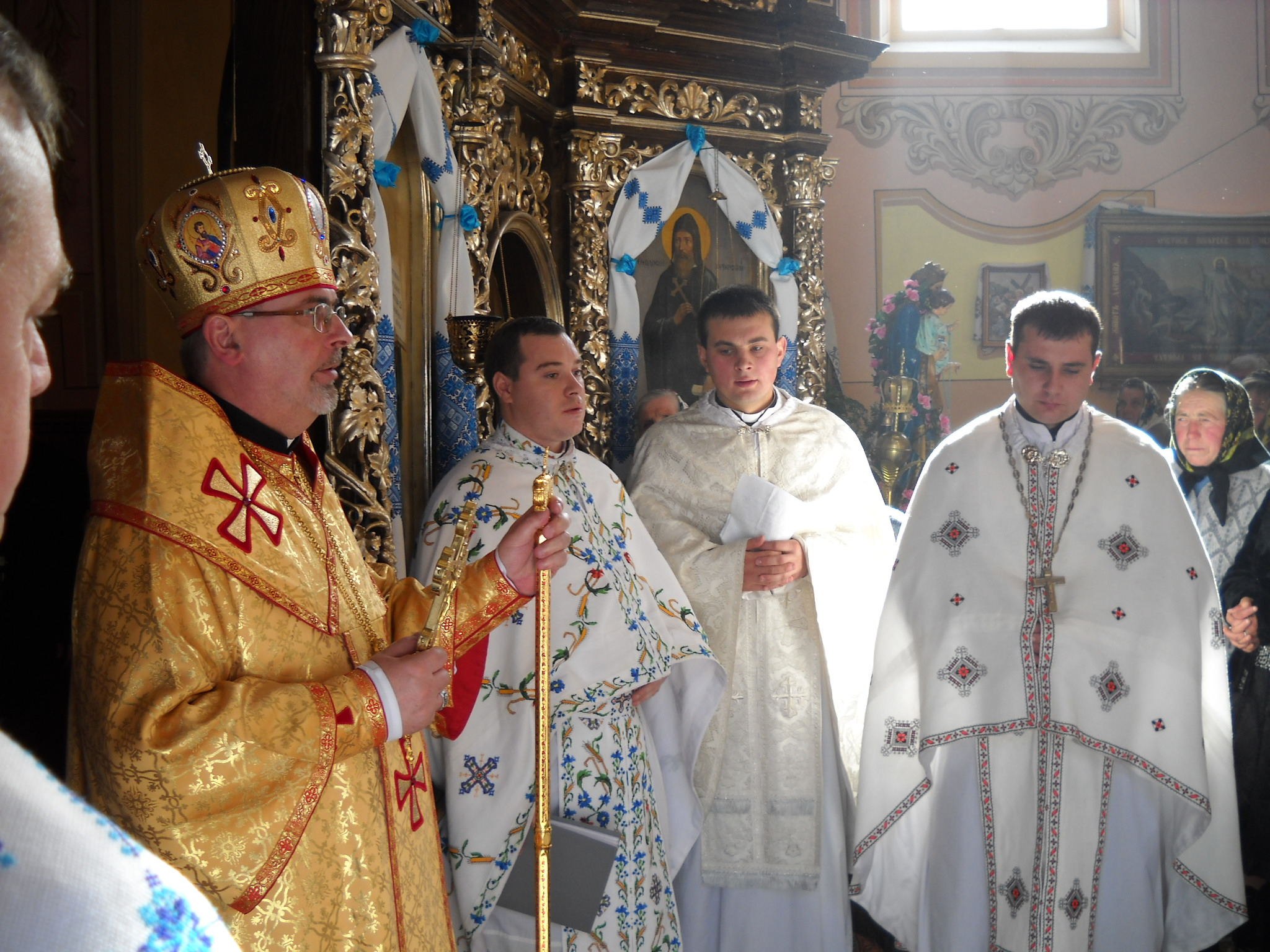
Коронація ікони Тучнянської Богородиці
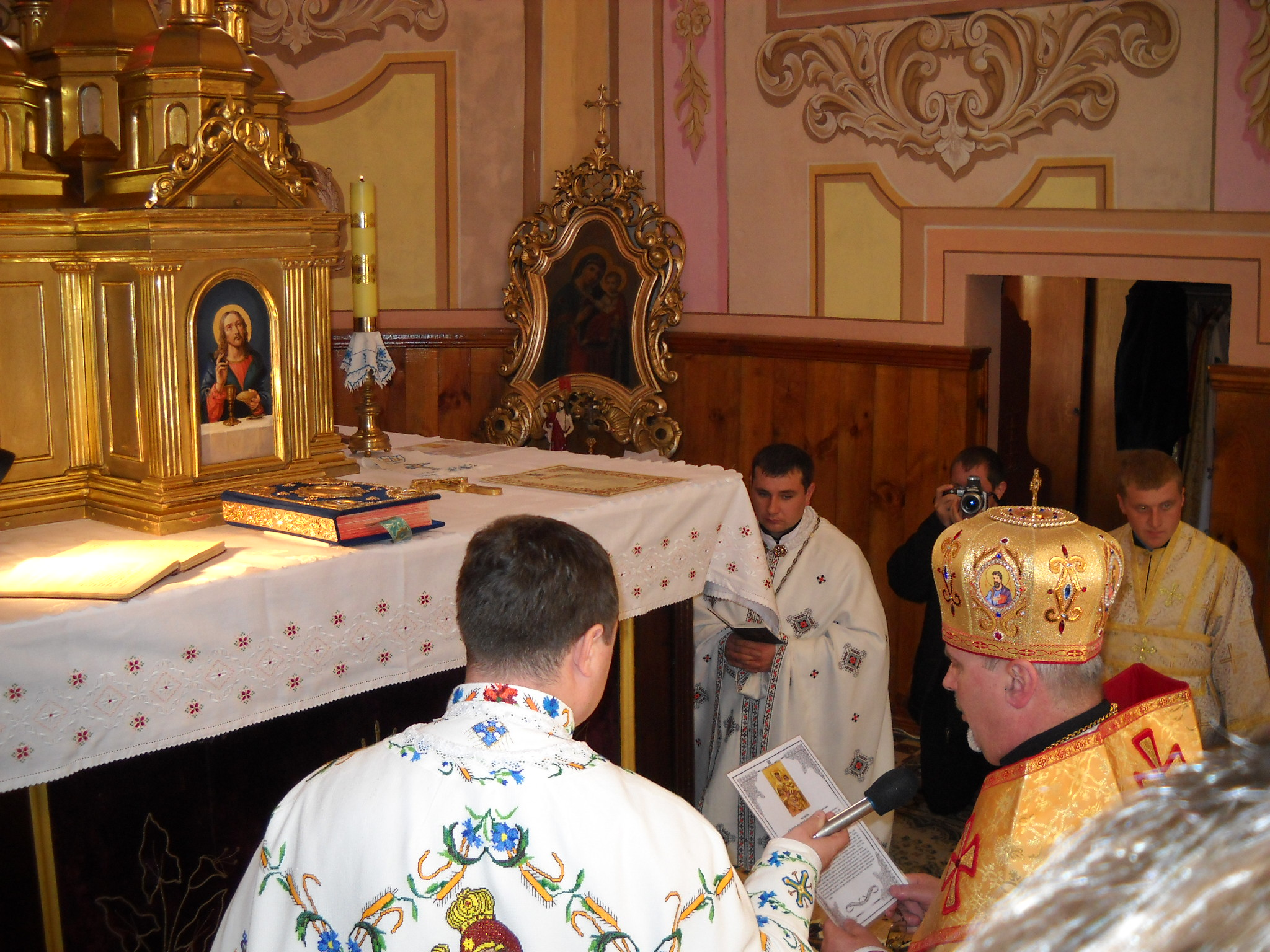
Коронація ікони Тучнянської Богородиці
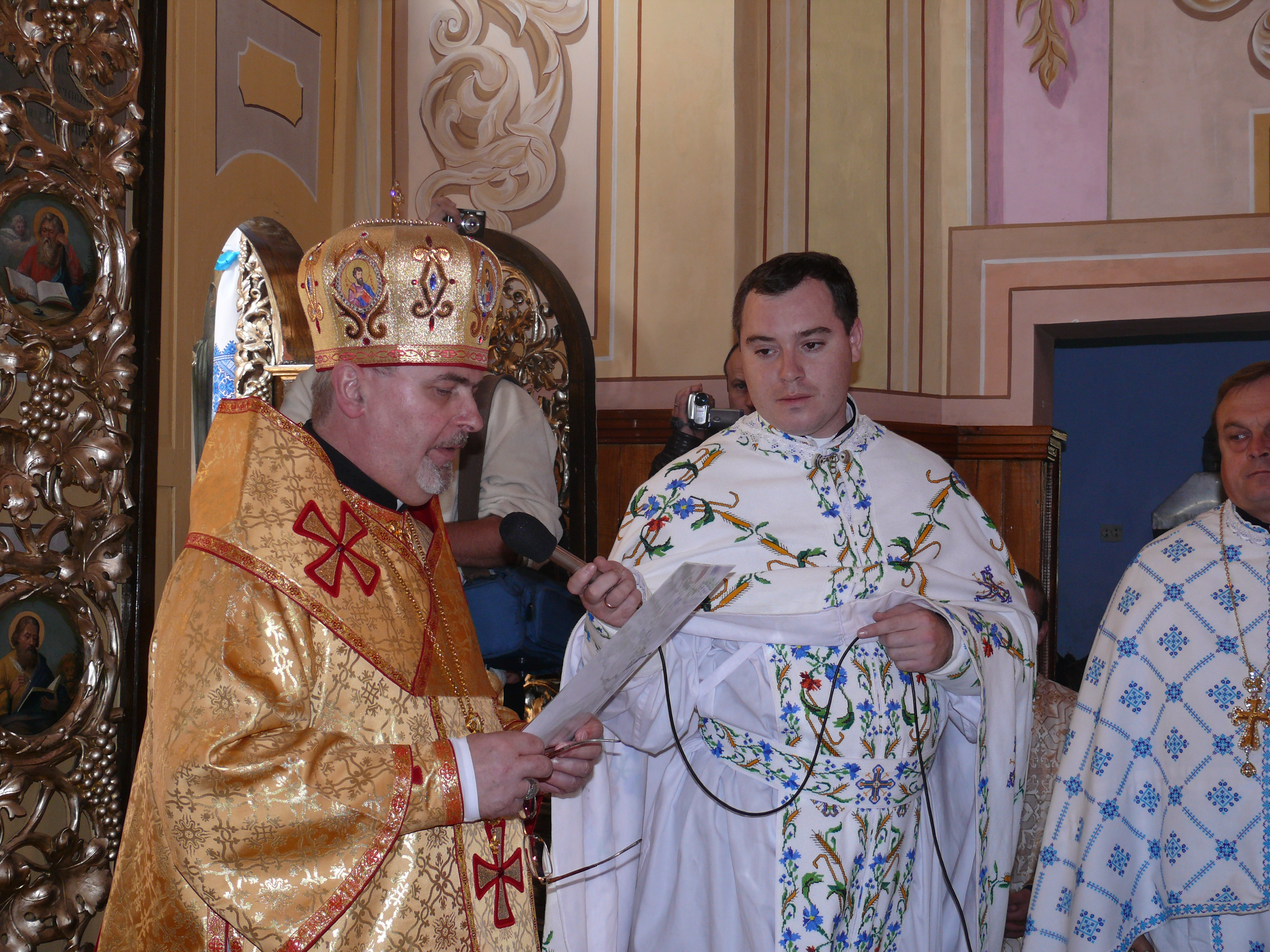
Коронація ікони Тучнянської Богородиці. Владика Тарас Сеньків
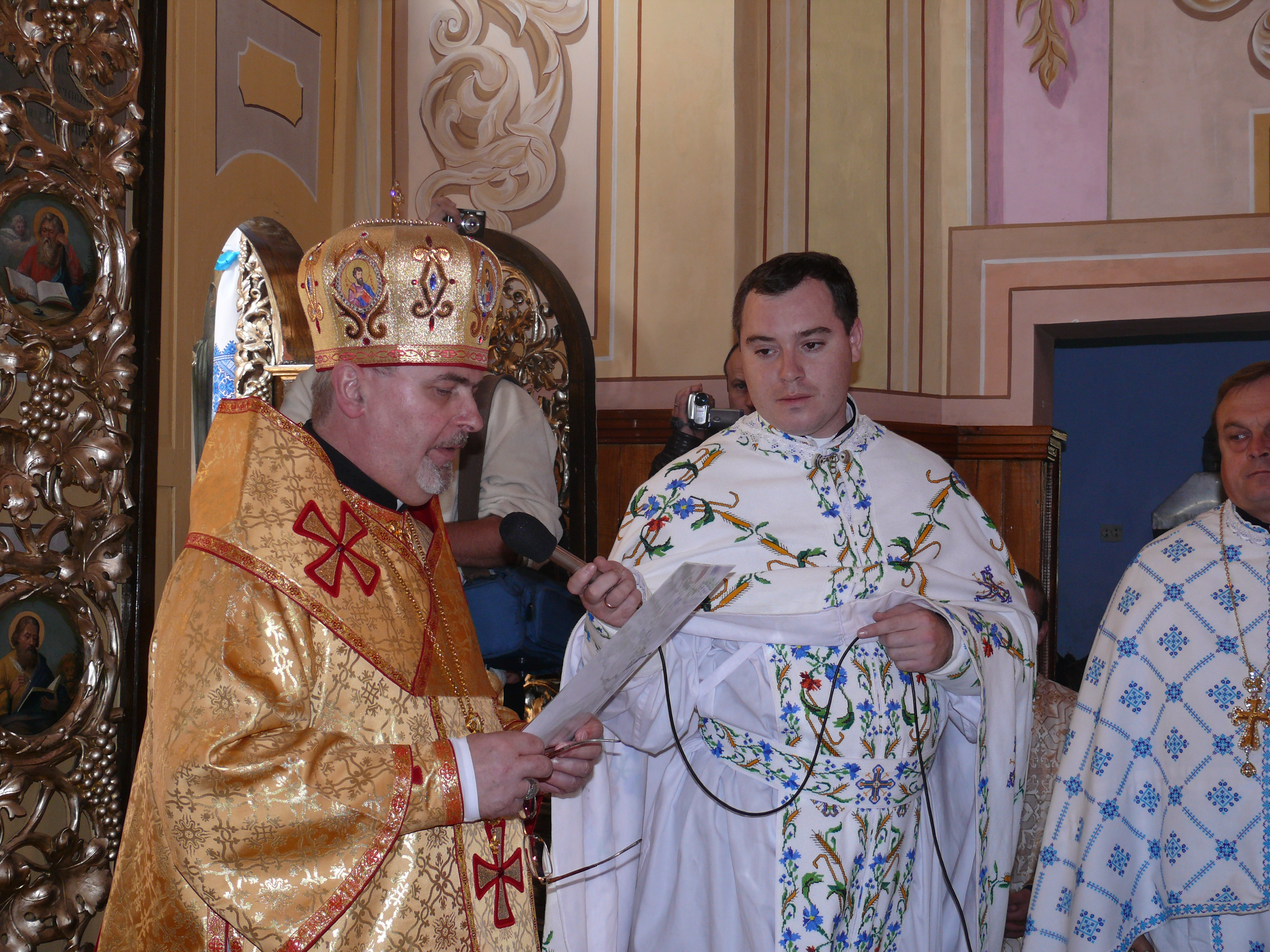
Коронація ікони Тучнянської Богородиці
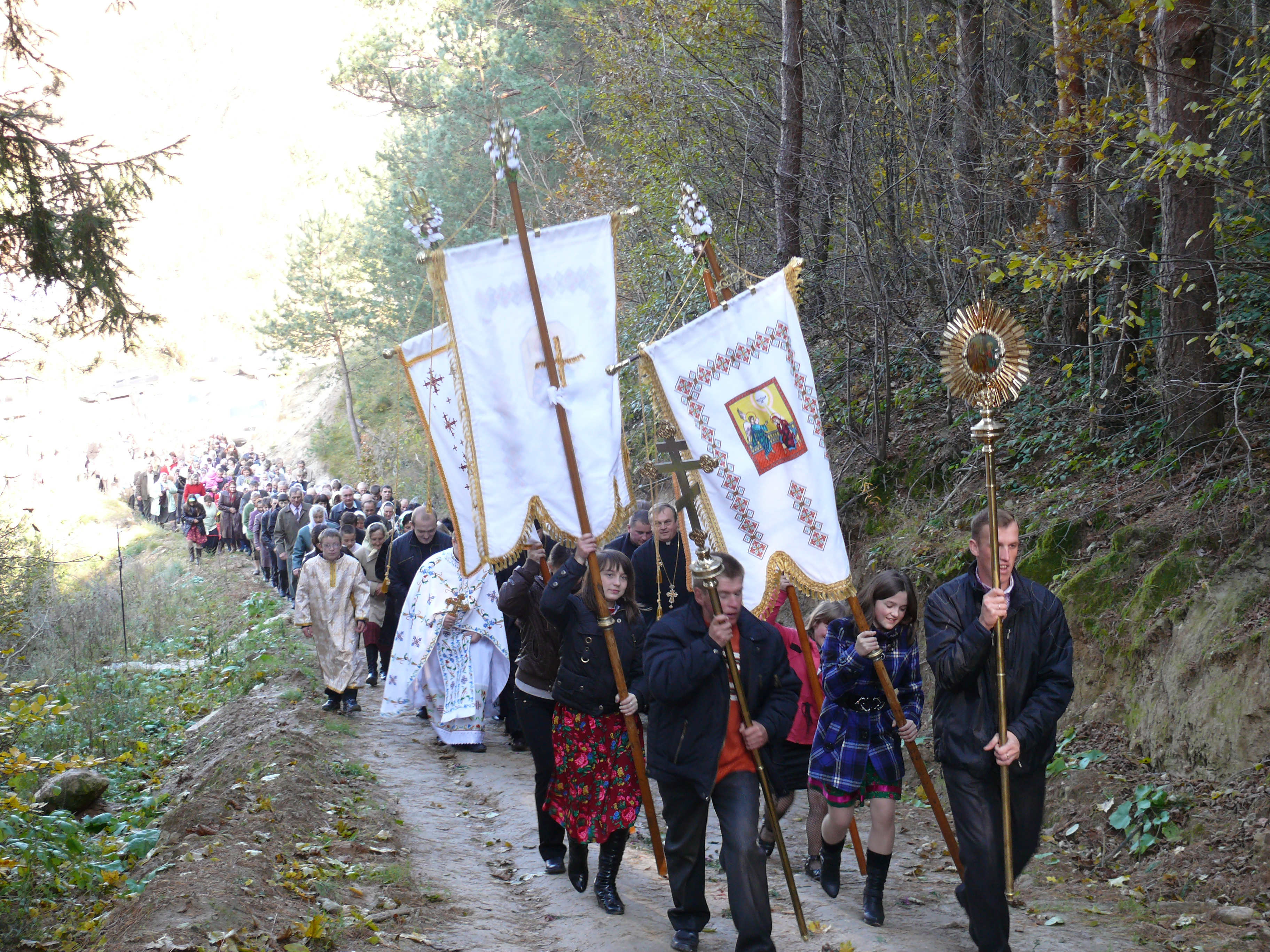
Коронація ікони Тучнянської Богородиці

## Вшанування Тучнянської Богородиці

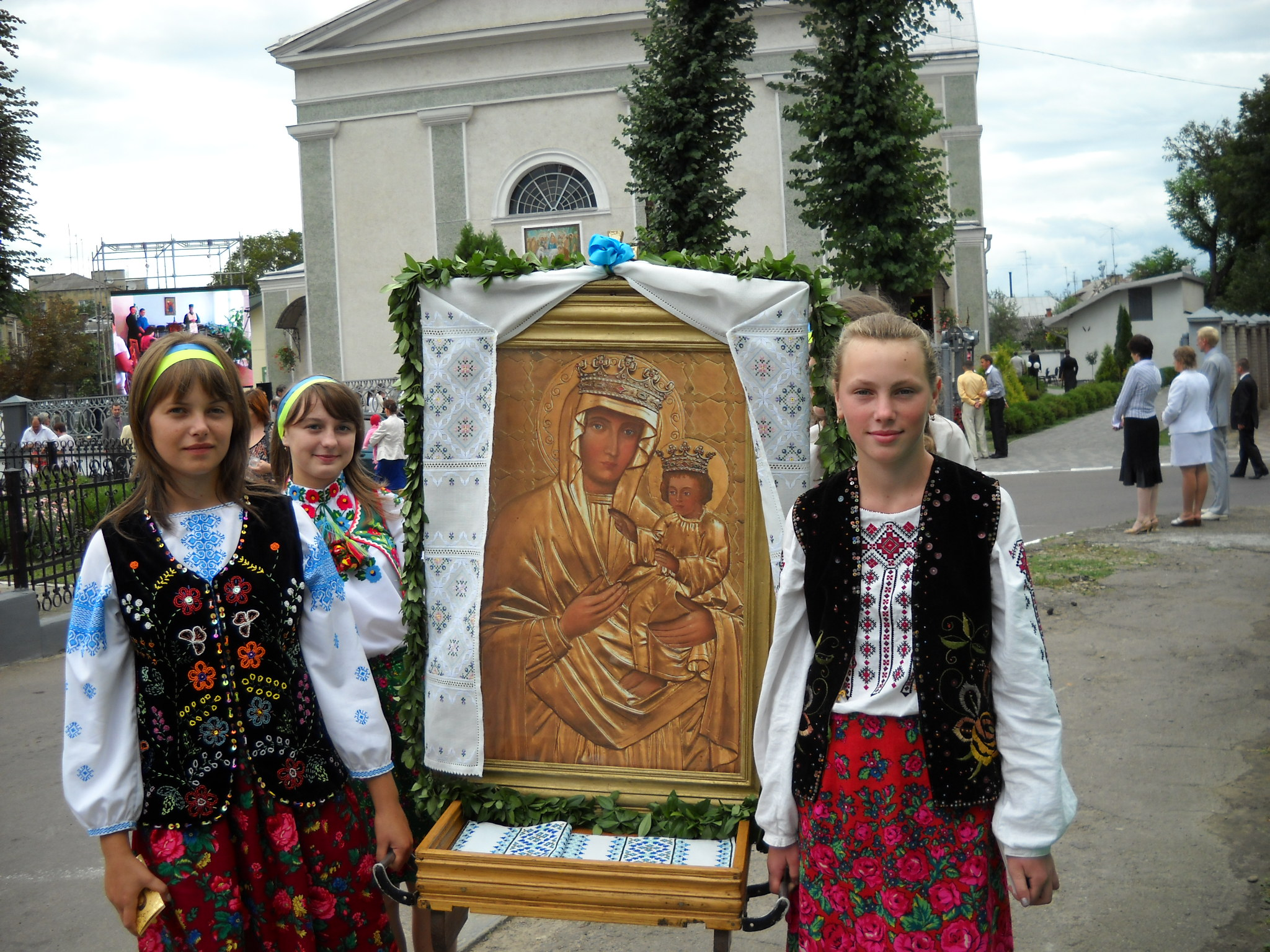
Копія чудотворної iкони Пресвятої Богородицi Тучнянської під час святкового обходу вулицями міста Стрия

У 2000 році, з 14 травня до 10 червня, відбулося перенесення копії чудотворної ікони Матері Божої із с. Тучного по селах Перемишлянського деканату. 3 червня під час перебування у м. Перемишлянах у парку ім. Б Хмельницького, біля чудотворної ікони Богородиці Тучнянської відбулися нічні чування, присвячені Великому ювілею 2000-ліття Різдва Христового та 10-літтю відновлення Української Греко-Католицької Церкви.
З нагоди святкування ювілею десятої річниці створення Стрийської єпархії УГКЦ 27 серпня 2010 року після святкової академії та Вечірньої в катедральному храмі Успення Пресвятої Богородиці Преосвященний Владика Тарас Сеньків, Апостольський Адміністратор Стрийської єпархії УГКЦ, очолив святковий обхід вулицями міста Стрия з копіями всіх 10-ти чудотворних ікон, які знаходяться на території Стрийської єпархії УГКЦ. Ікону Пресвятої Богородиці Тучнянської несла молодь з села Тучного в українських вишиванках.
З 13 вересня по 13 листопада 2010 року під гаслом «Збережи християнську родину» відбулося молитовне почитання чудотворної ікони Богородиці Тучнянської в містах і селах Бібрського та Перемишлянського деканатів Стрийської єпархії УГКЦ . Копія чудотворної Ікони Богородиці відвідала 48 населених пунктів.
20 серпня 2011 року, з нагоди 20-тя Незалежності України, відбулася перша молодіжна піша проща під назвою «Християнська молодь — майбутнє України» до чудотворної ікони Пресвятої Богородиці. У прощі взяла участь парафіяльна молодь трьох деканатів: Перемишлянського, Унівського та Бібрського. Загалом було 180 учасників. Паломництво розпочалося біля храму св. Миколая м. Перемишлян. Відтак прочани вирушили за маршрутом Перемишляни-Мерещів-Осталовичі-Розсохи-Тучне.
28 травня 2011 року, відбулася перша велопроща парафій сіл Вовків та Плетеничі до Тучнянської чудотворної ікони Пресвятої Богородиці. Велопроща пройшла під гаслом «Християнська молодь — за здоровий спосіб життя».

На старих картах місцевості с. Тучного дорога до храму називалася «стежкою до Матері Божої». Коли хтось мав нагоду перебувати у чудотворному місці, той відчував у своїй душі Божу любов і милосердя, тому що тут ласкава Господня рука обдаровує своїми ласками тих, що з вірою приходять сюди.

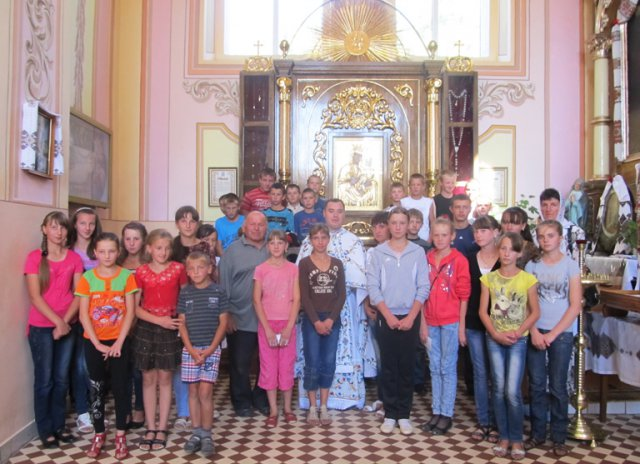
Проща у с.Тучне
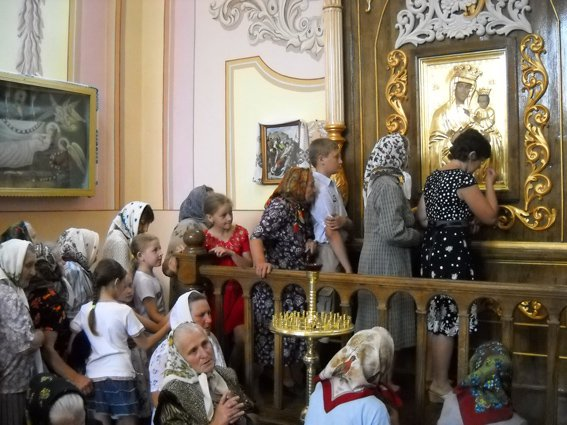
Проща у с.Тучне
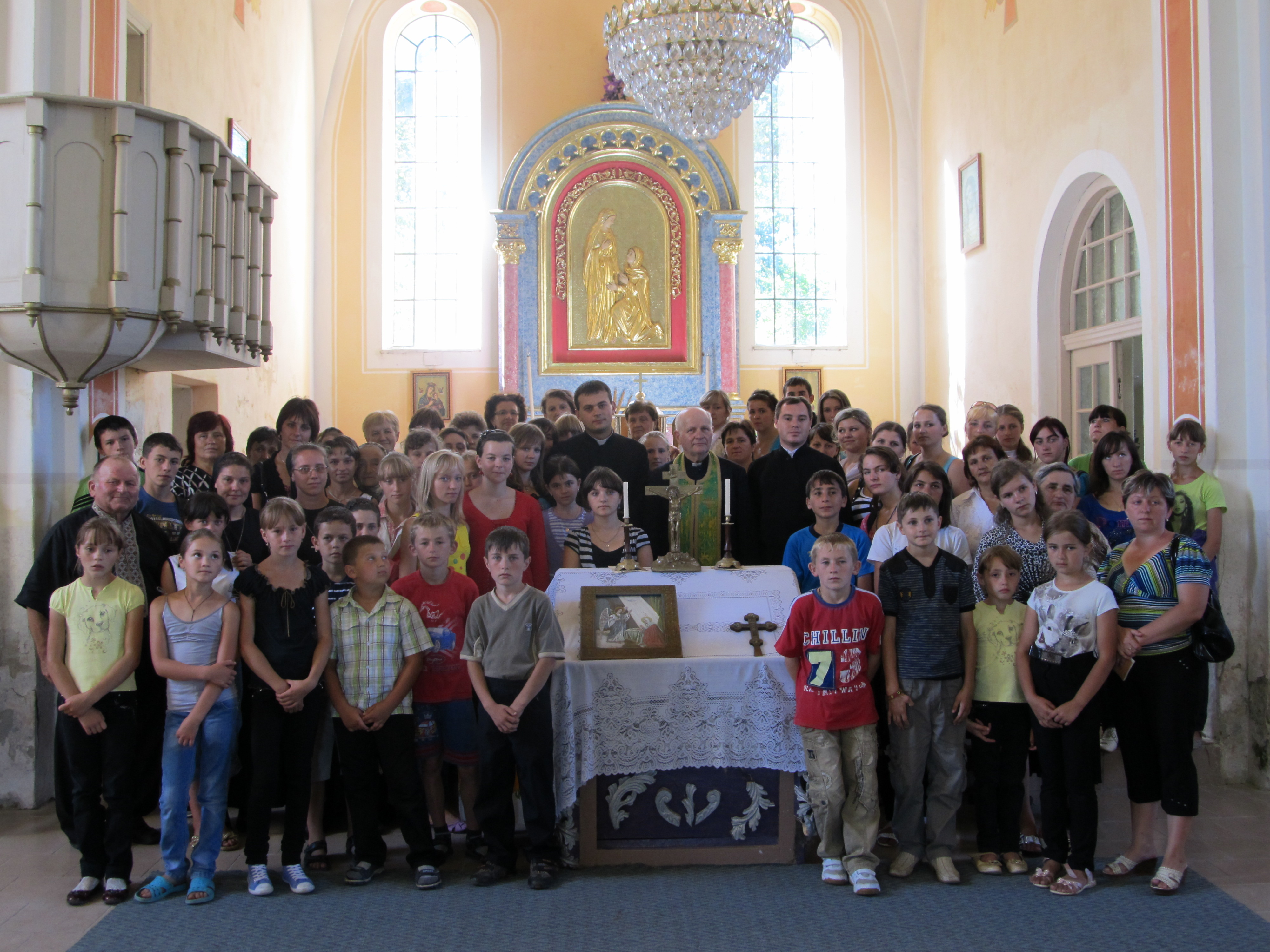
Проща у с.Тучне
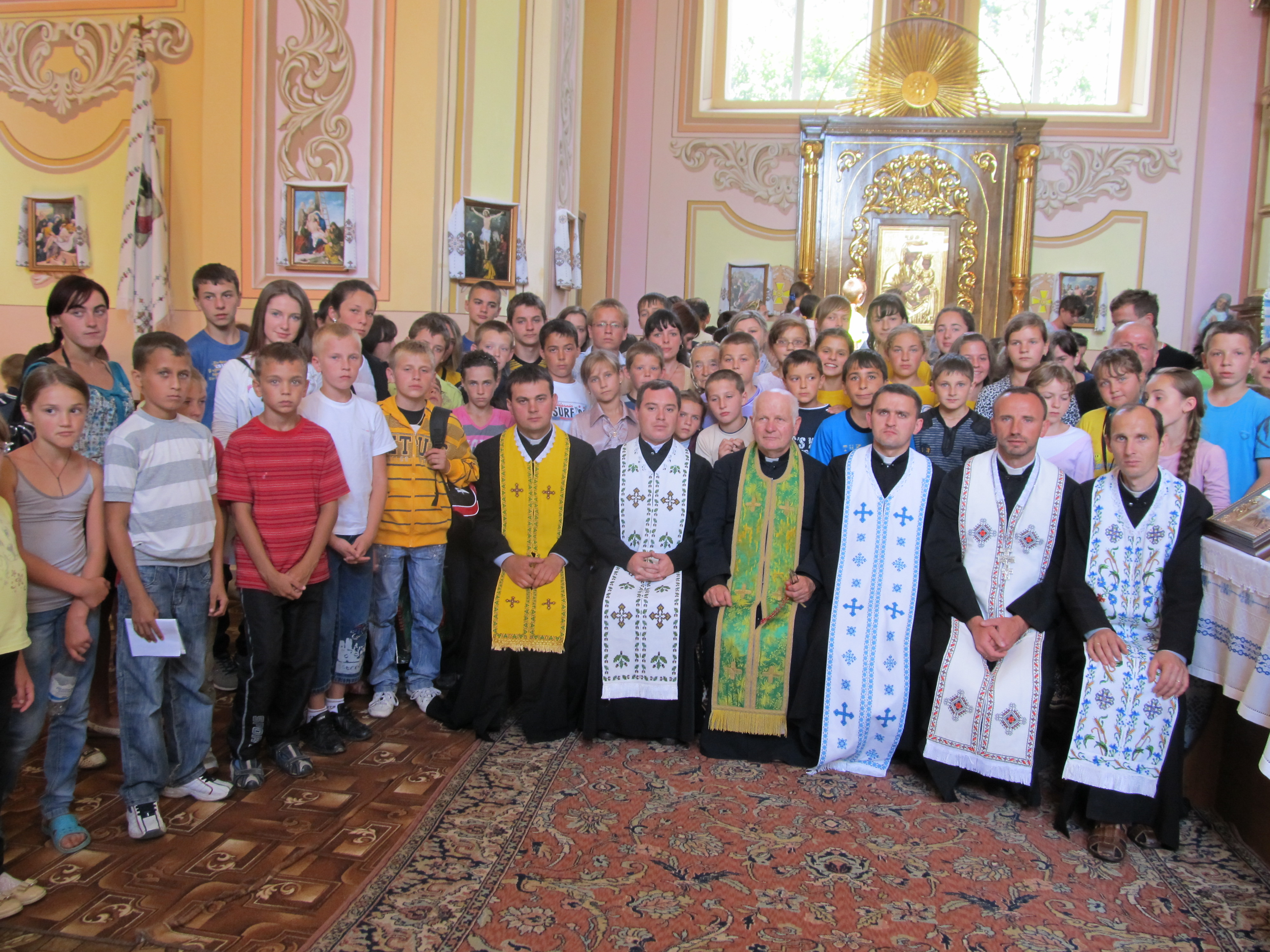
Проща у с.Тучне
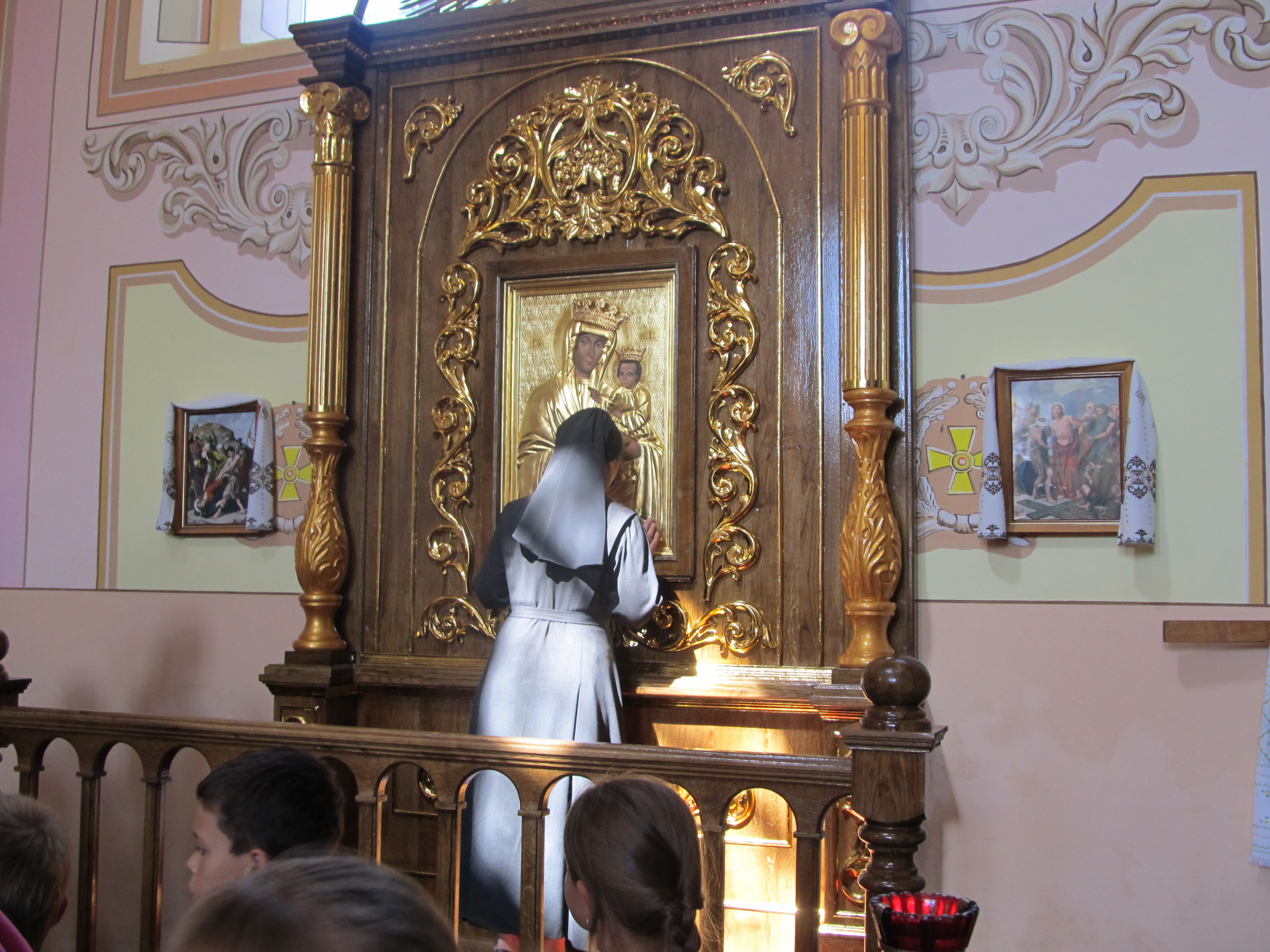
Проща у Тучному
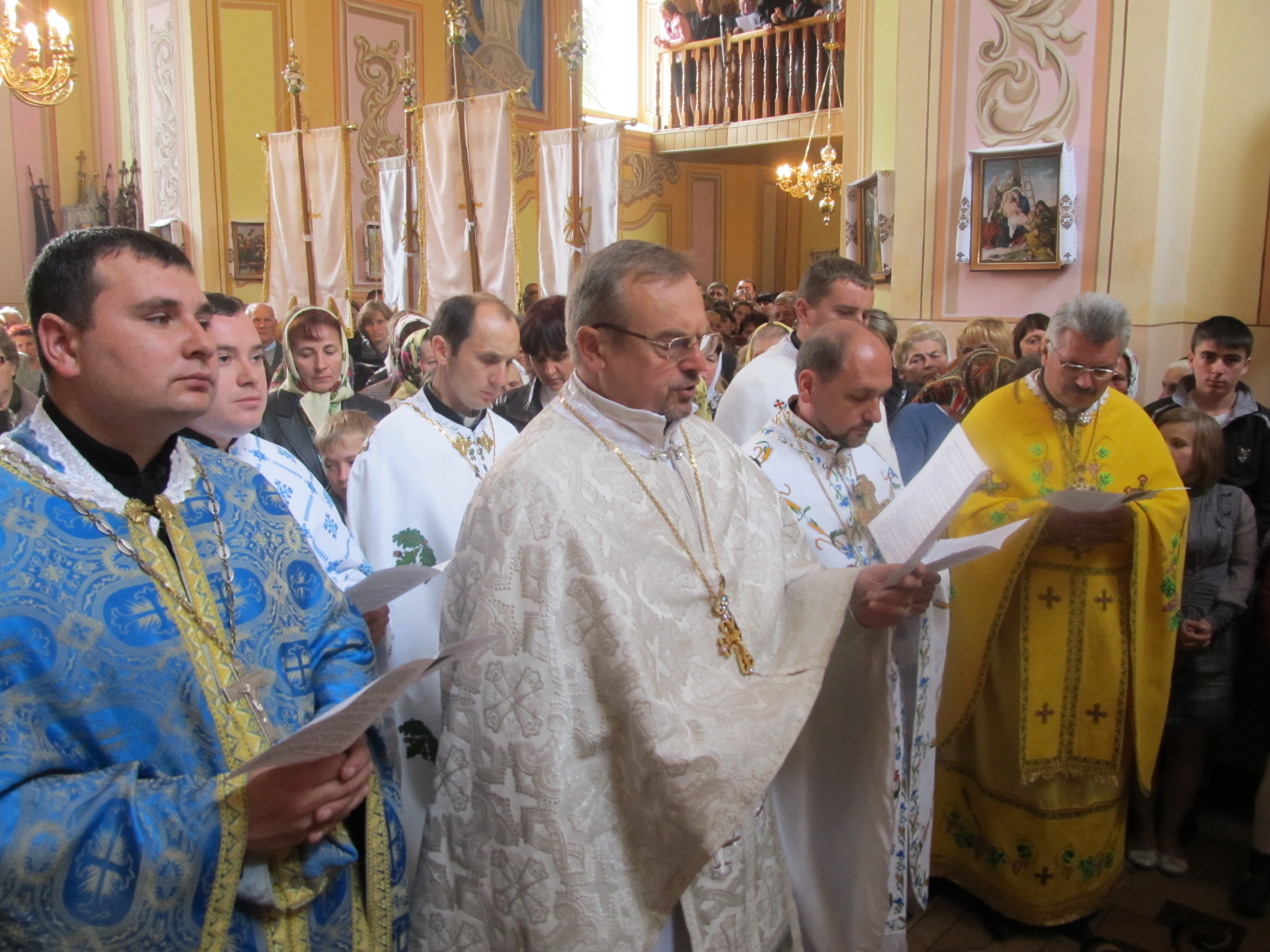
Проща у Тучному
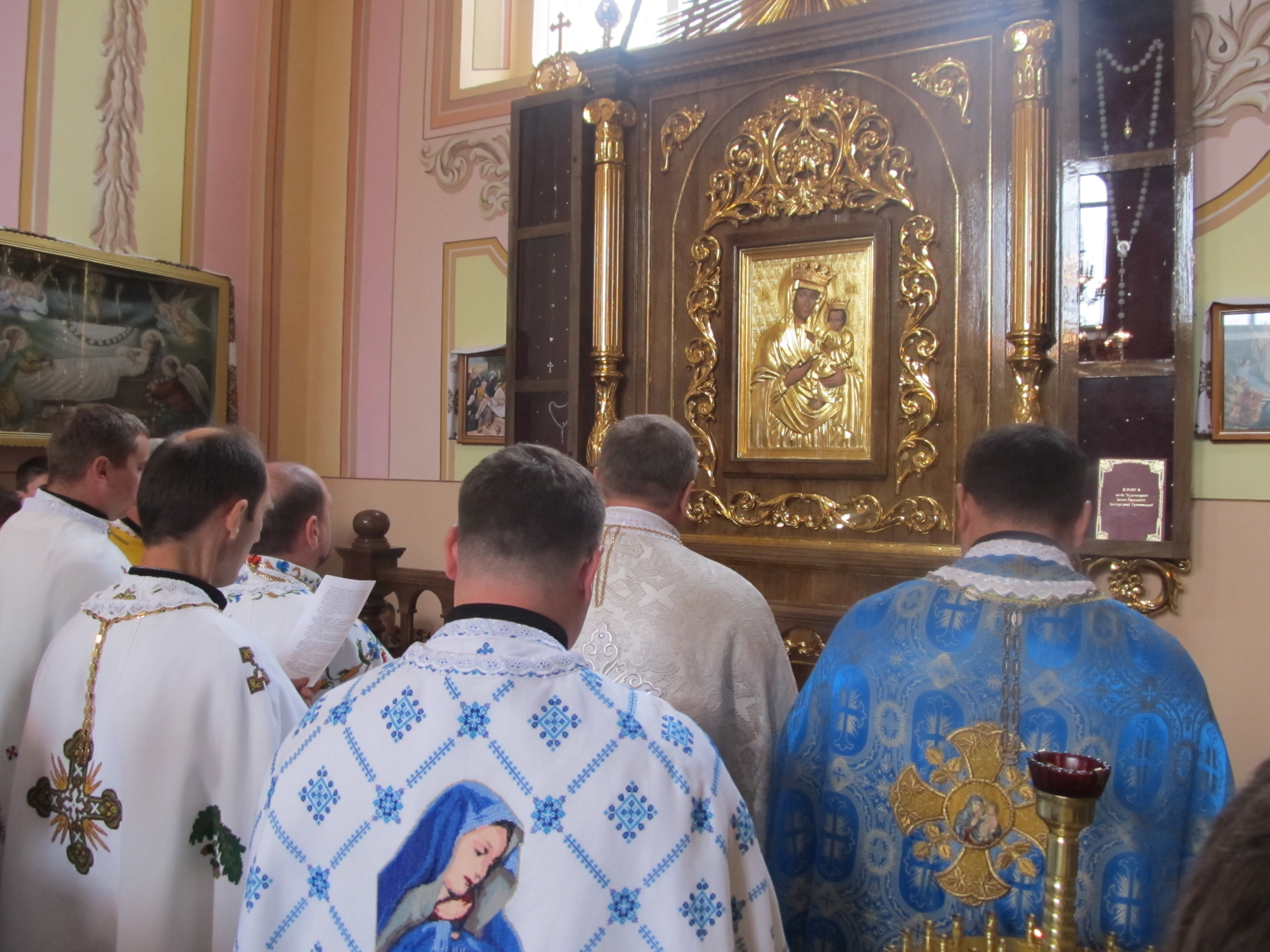
Проща у Тучному
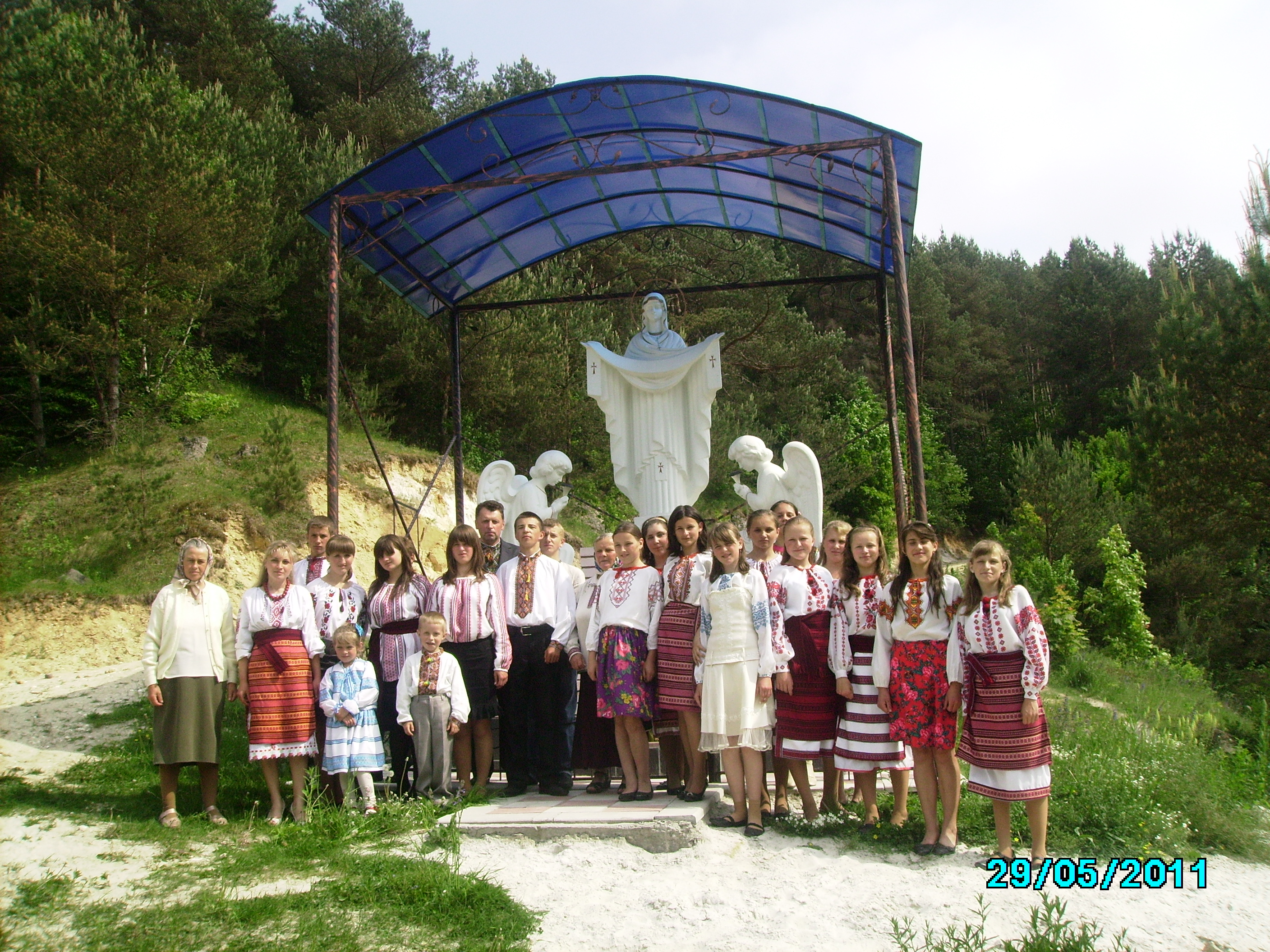
Прочани у с.Тучне

## Каплиці та інші святині

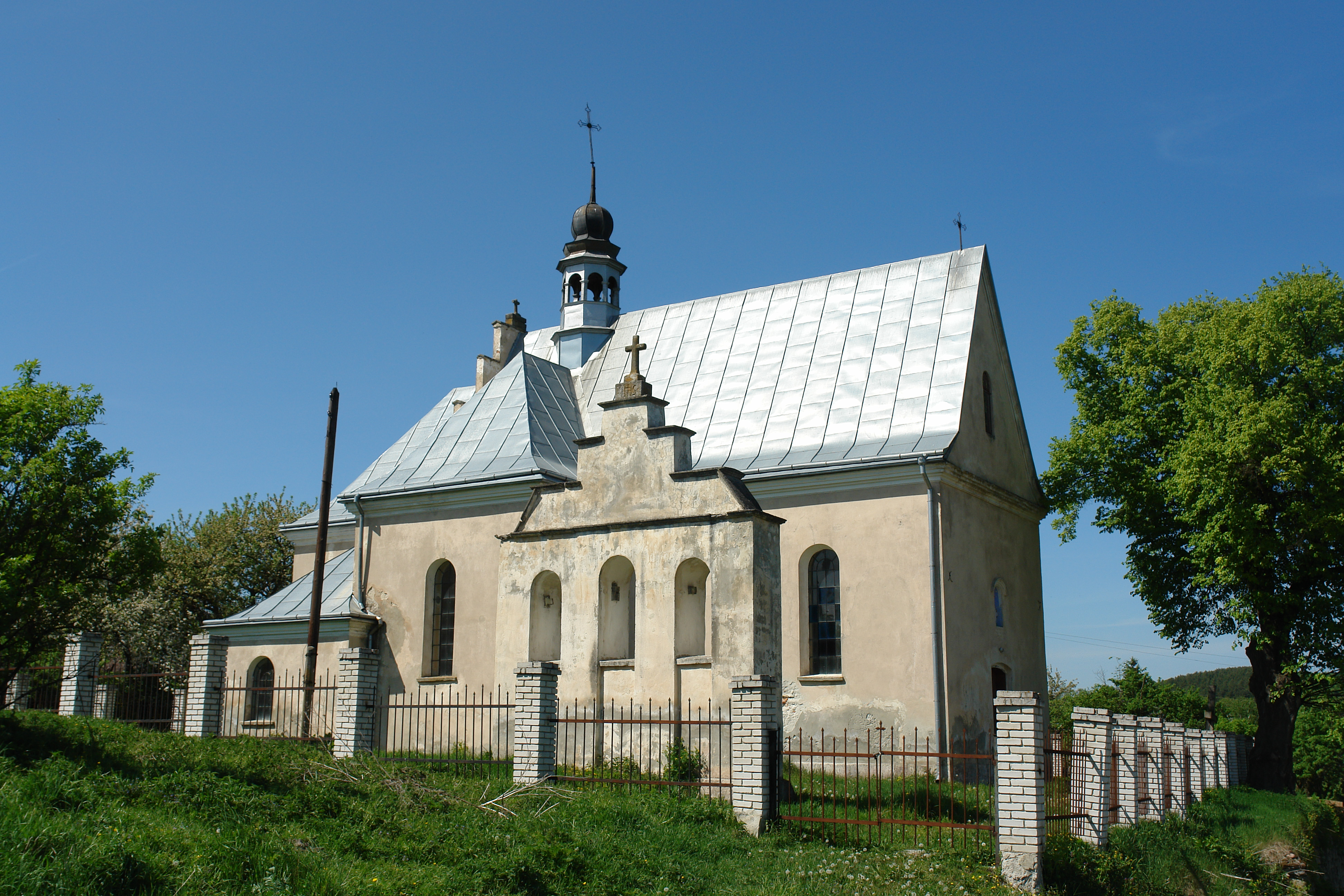
Каплиця Відвідин Найсвятішої Діви Марії Святої Єлизавети

В 1931 році у с. Тучному була побудована ще одна святиня — це каплиця Відвідин Найсвятішої Діви Марії Святої Єлизавети, проект побудови В. Дайчака. Назва цієї святині безпосередньо пов'язана з євангельськими подіями. Про зустріч Марії та Єлизавети ми чуємо кожного разу в євангельському уривку у Молебні до Пресвятої Богородиці та на Утрені у Богородичні празники. Досить рідкісна ікона зустрічі Пречистої Діви Марії та святої Єлизавети є запрестольною у цій святині. На цій рельєфно різьбленій іконі свята Єлизавета вклякнула перед Богородицею в молитві: «Благословенна Ти між жінками і благословенний плід лона Твого», а Богородиця бере її за руку і піднімає.
Каплиця Святого Йосафата. Збудована та освячена 25 листопада 2003 р. на хуторі Плоска по дорозі з с. Любешка до с. Тучного.
Капличка для освячення води. З-під гори, де з'явилася Богородиця у Тучному, б'є джерельна вода, і прочани мають змогу взяти її з собою у дорогу. 7 квітня 2008 року на храмовий празник Благовіщення Пречистої Діви Марії над джерелом посвячено новозбудовану капличку для освячення води.
Хресна дорога. З благословення Преосвященного Владики Юліяна Гбура від 13 серпня 2009 року у Тучному встановлено та освячено хресну дорогу.
Фігура Пречистої Діви Марії. 7 квітня 2010 р. з нагоди святкування 110 річниці сучасного кам'яного храму Благовіщення Пречистої Діви Марії (1900 р.) та 320 річниці від побудови першого дерев'яного храму Благовіщення Пресвятої Богородиці (1690 р.) на місці появи чудотворної ікони Богородиці у с. Тучному біля підніжжя Святої гори освячена Фігура Пречистої Діви Марії. 

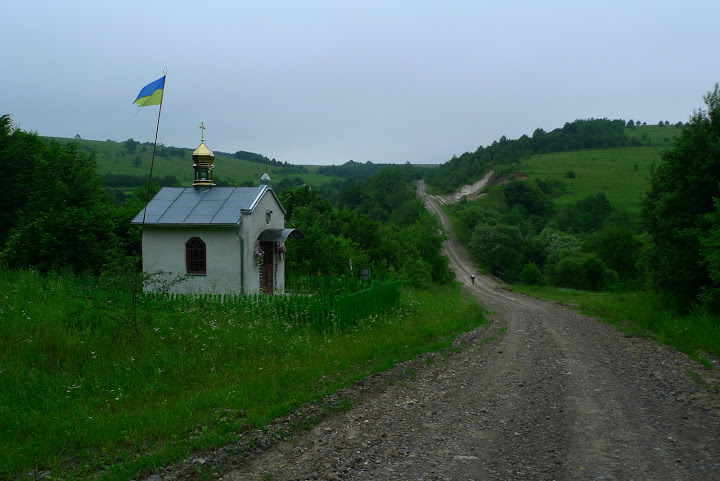
Каплиця Св.Йосафата, х.Плоска
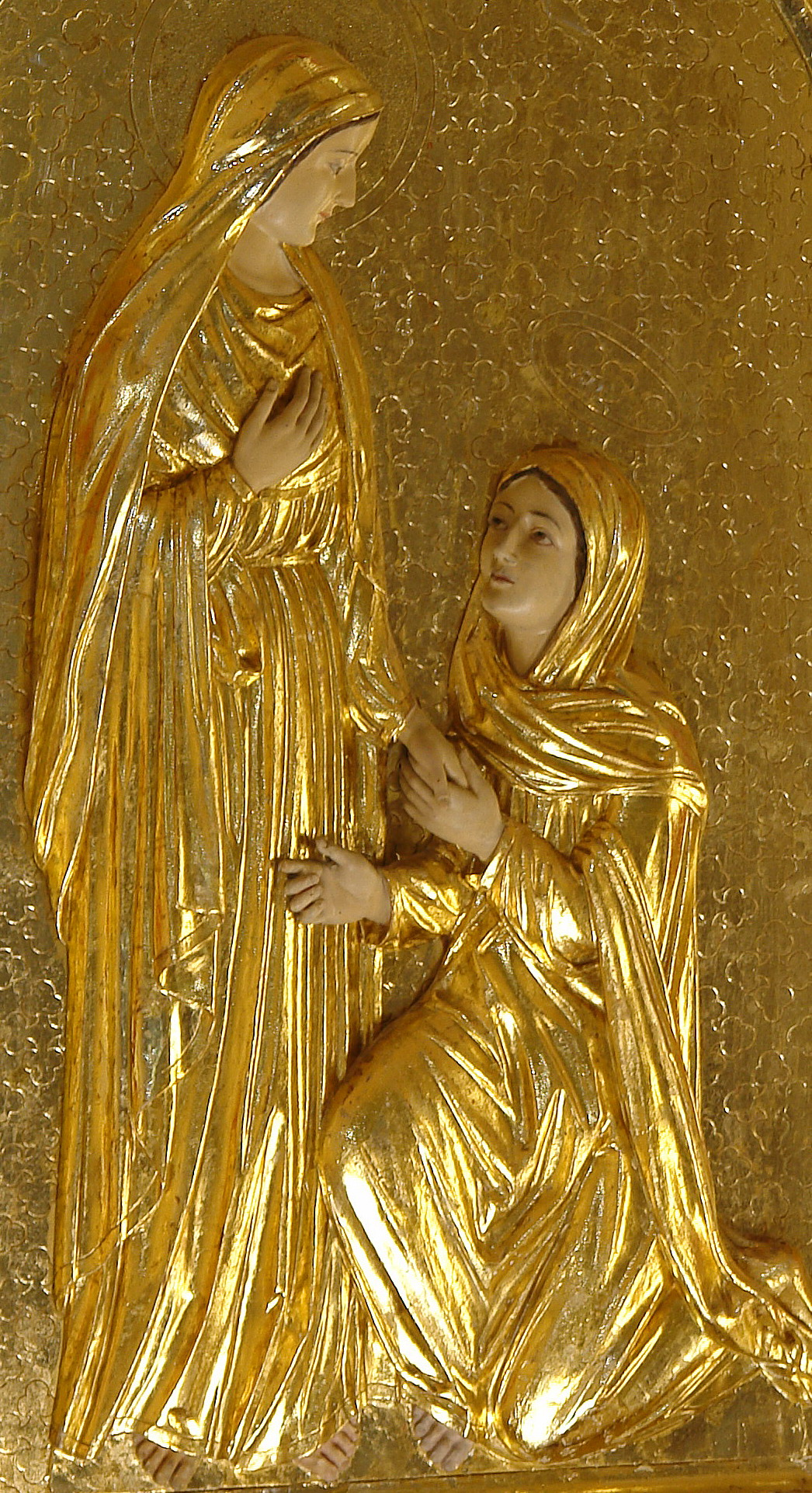
Ікона зустрічі Пресвятої Богородиці та Св.Єлизавети, у каплиці с.Тучне
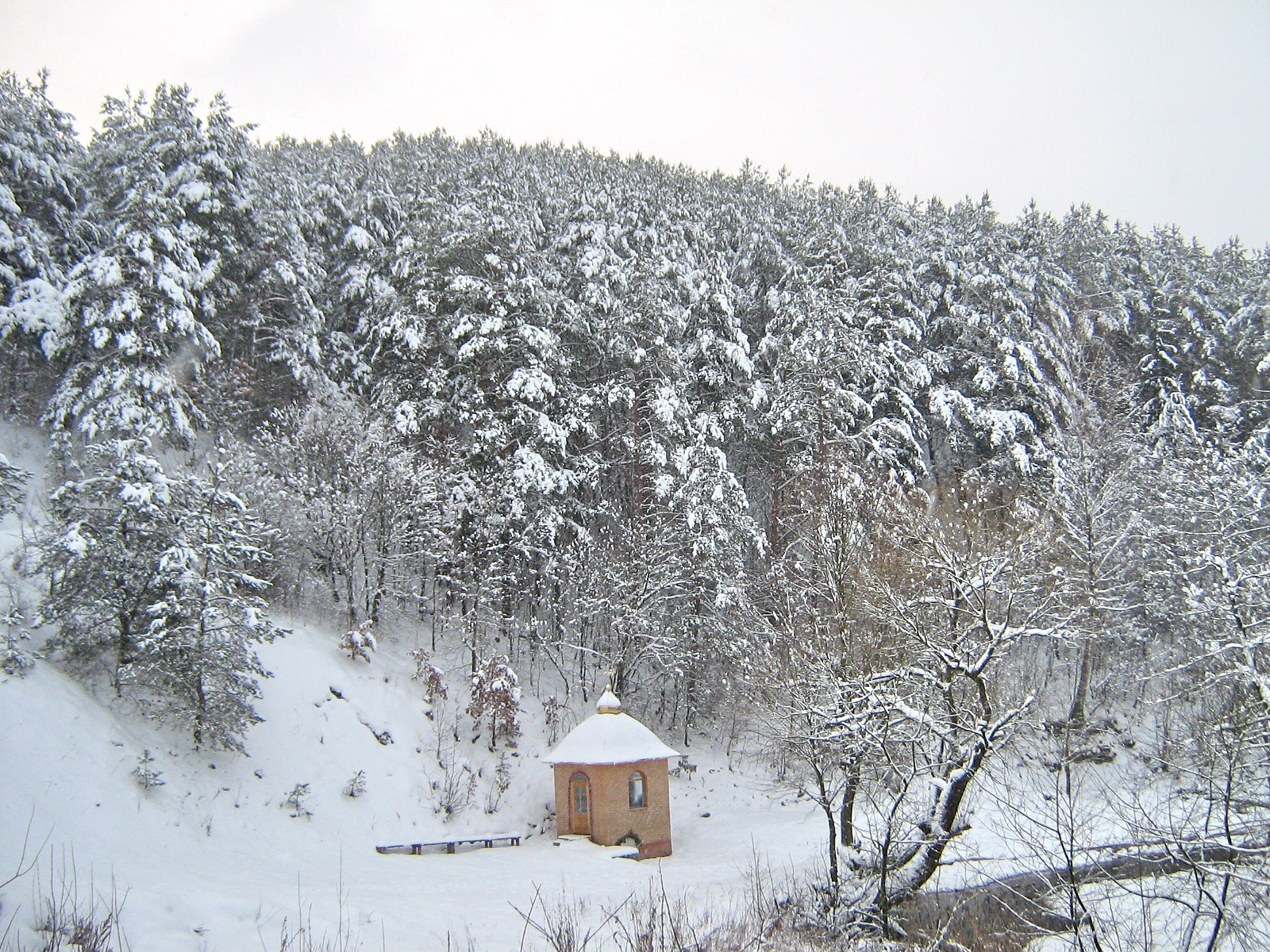
Капличка для освячення води, с.Тучне
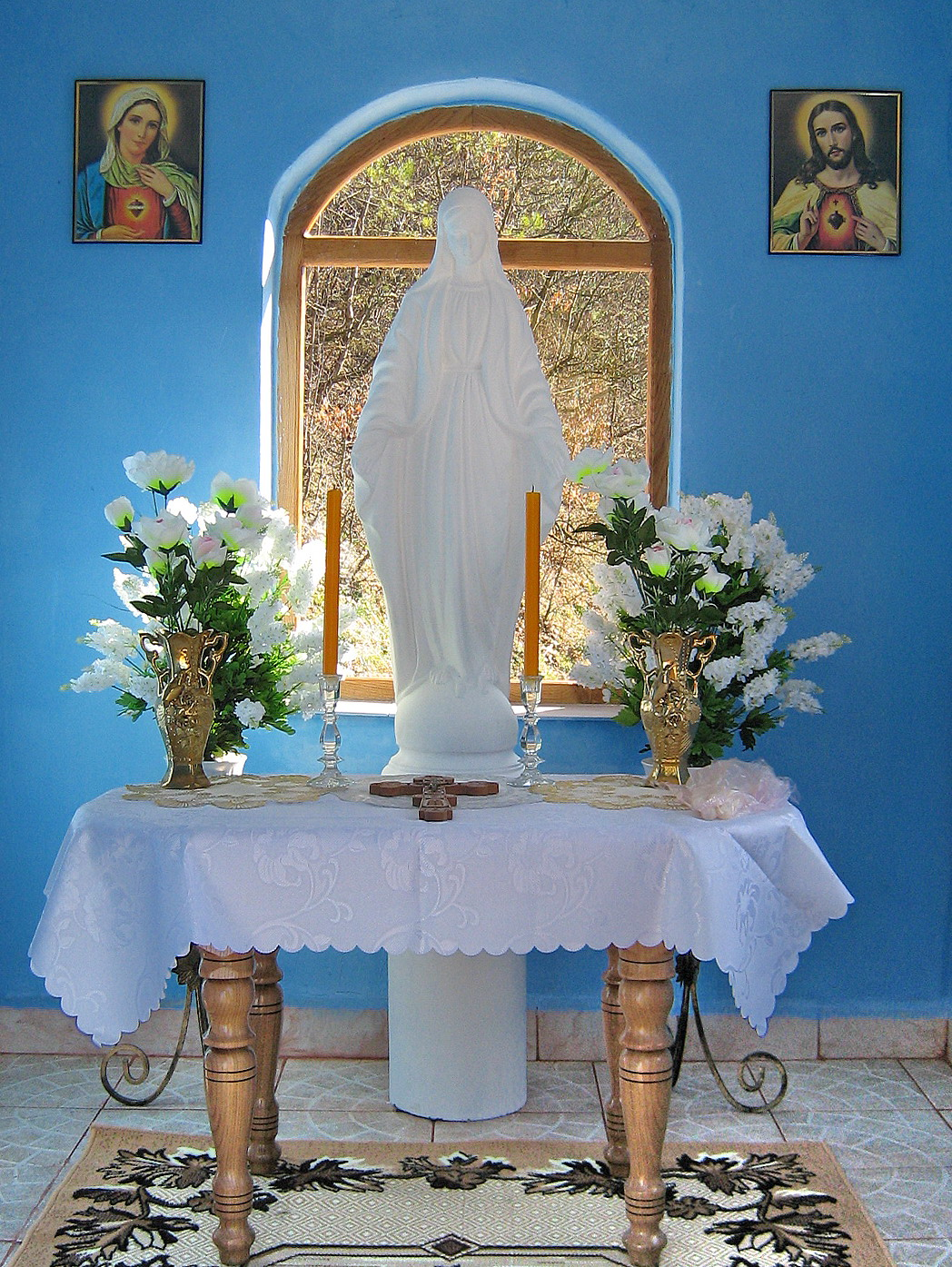
Капличка для освячення води, с.Тучне
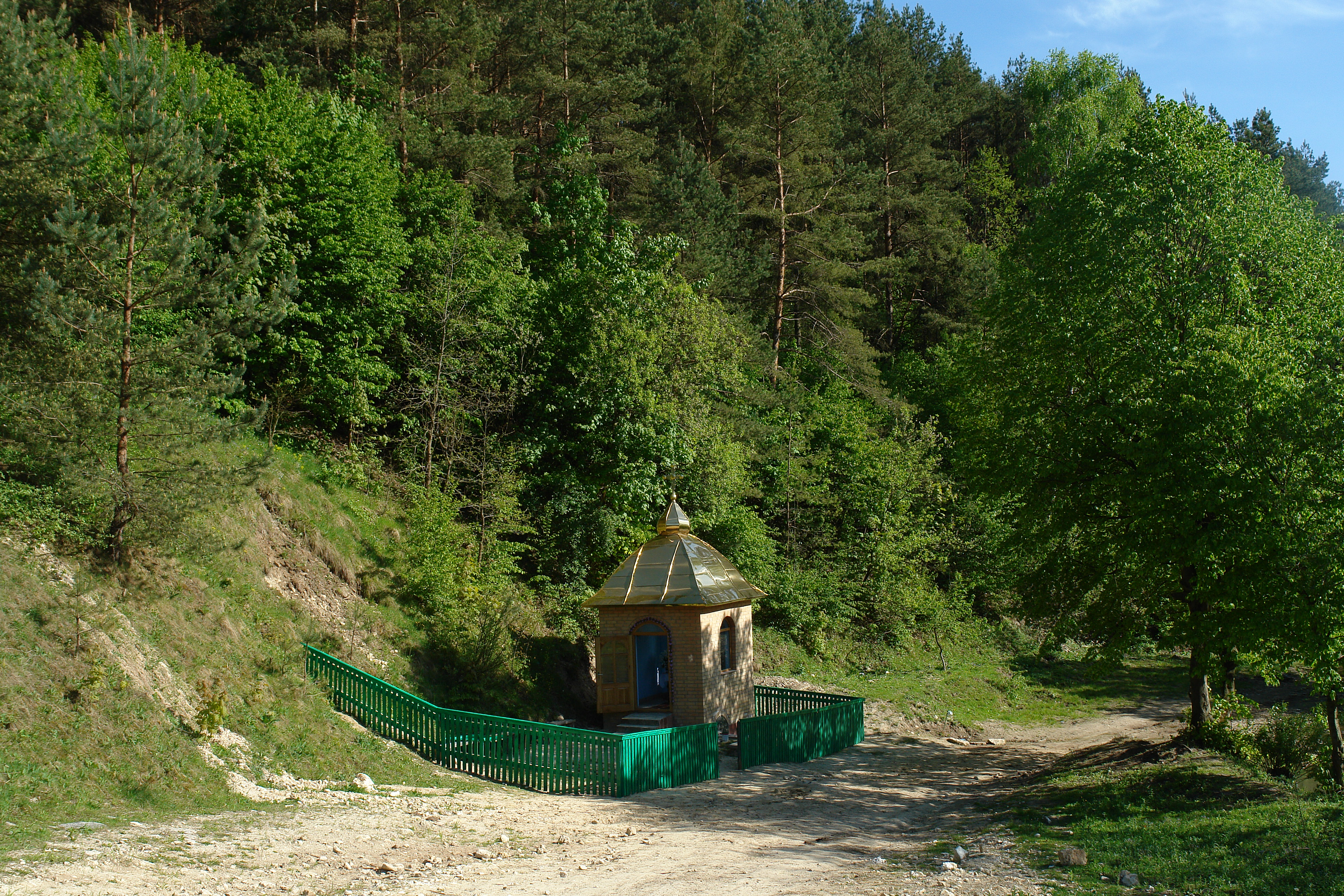
Капличка для освячення води, с.Тучне
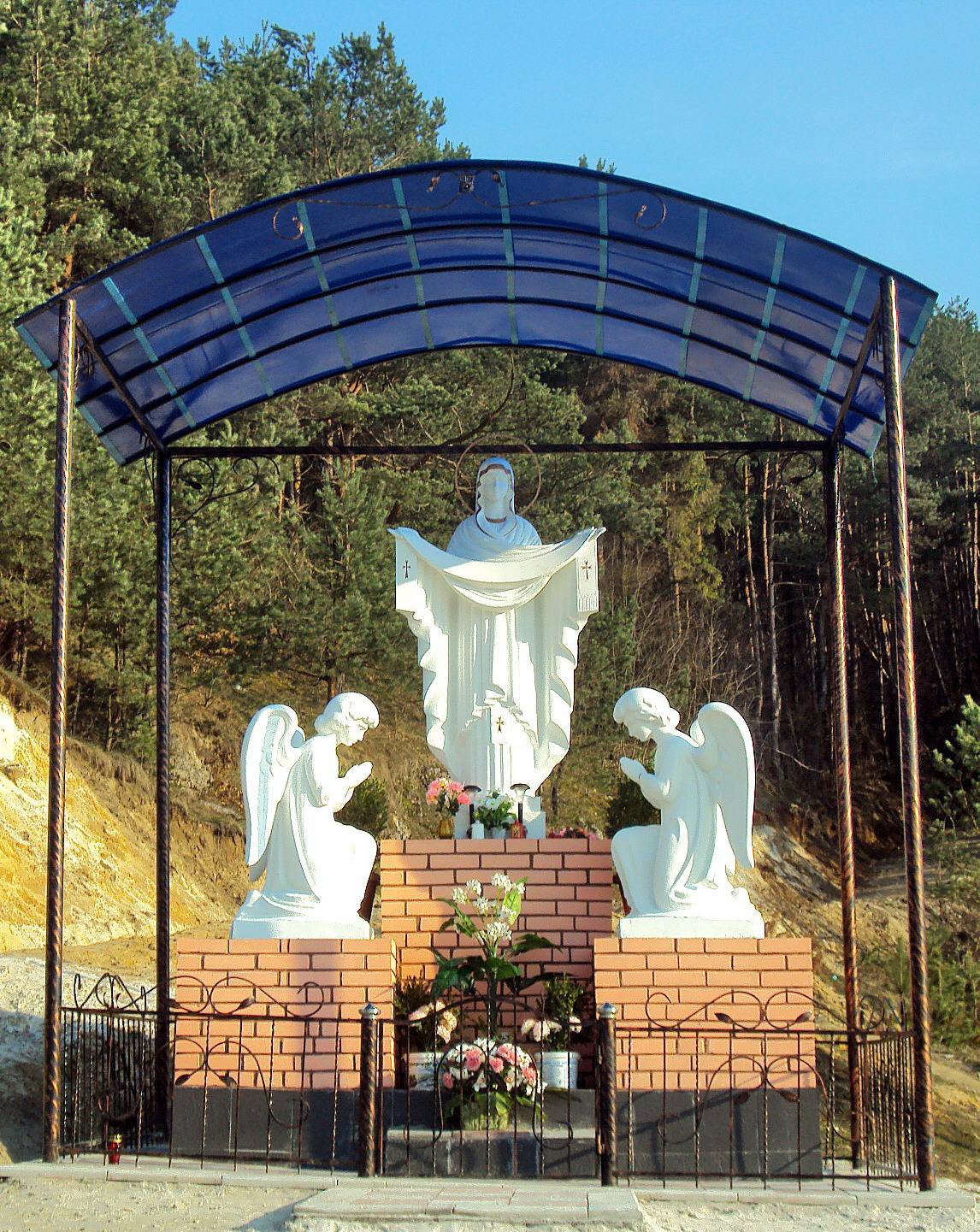
Фігура Пречистої Діви Марії с.Тучне
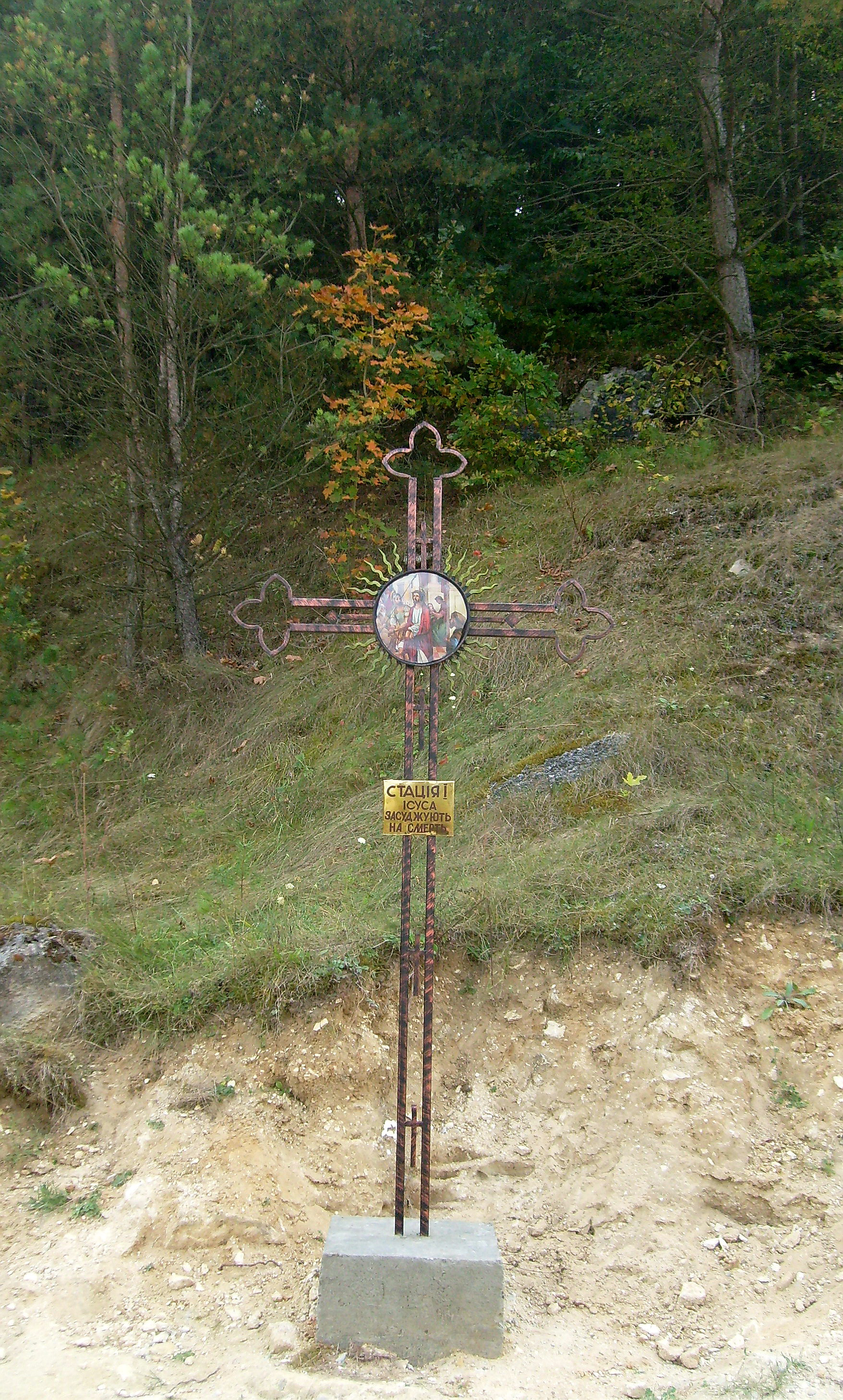
Хресна дорога у с.Тучне
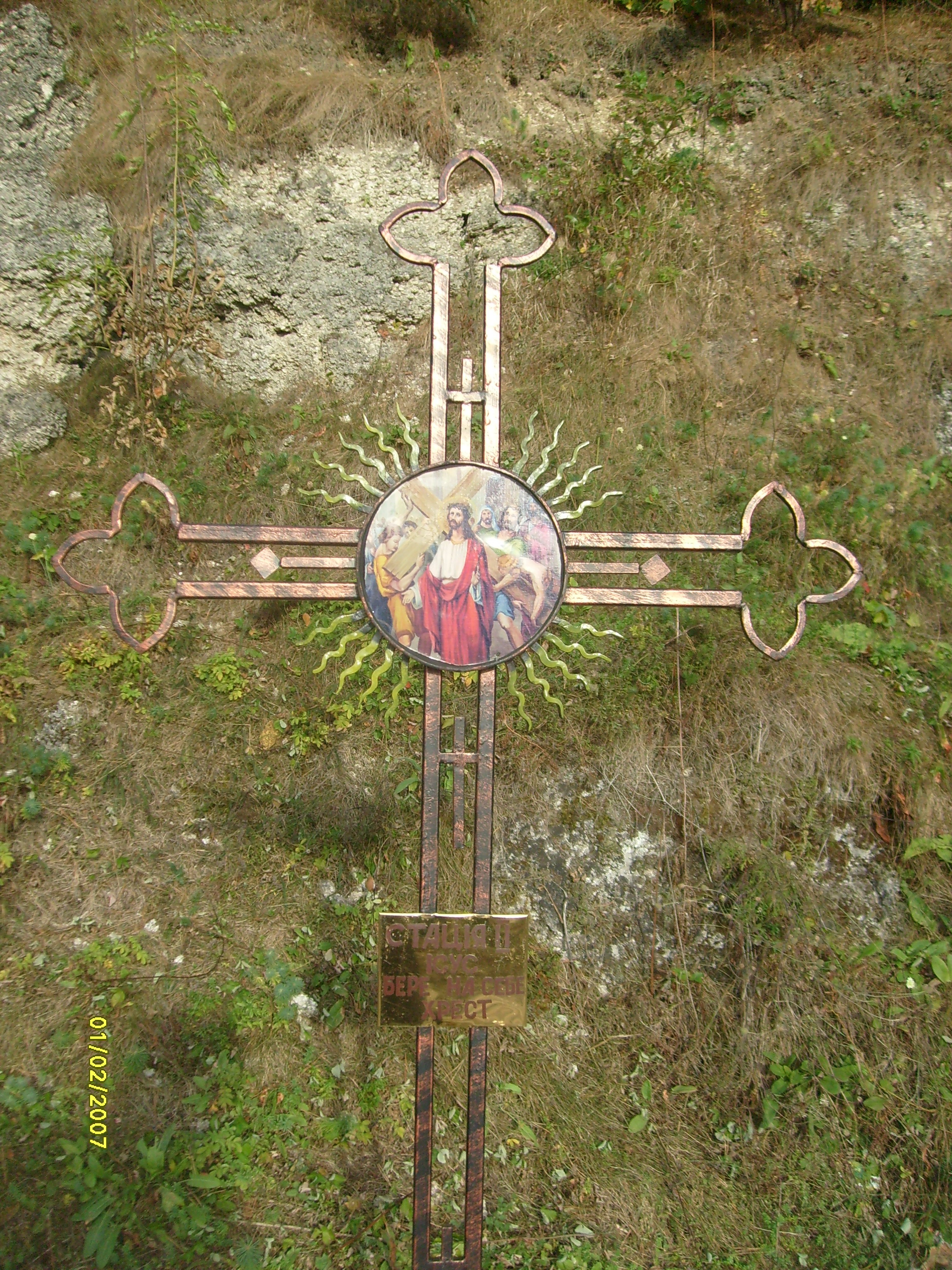
Хресна дорога у с.Тучне

## Національне життя
В 2010 році у с. Тучне з ініціативи сільської громади споруджено та урочисто відкрито пам'ятний знак Тарасу Григоровичу Шевченку.
Щороку під час Шевченкових днів громада села молитовно вшановує пам'ять Кобзаря, сповнюючи Його слова написані на меморіалі «І мене в сім'ї великій. В сім'ї вольній, новій не забудьте пом'янути…», а відтак відбуваються святкові концерти, присвячені пам'яті українського поета.
А на свято Вознесіння Господа Ісуса Христа, в с. Тучне та с. Прибин Перемишлянського району існує традиція молитовної ходи до місця загибелі воїнів УПА — Юліана Чайківського, Степана Малюти та Василя Трача. Останнім прихистком героїв стала криївка на межі сіл Тучне та Прибин у лісі біля річки Свірж.
Повстанці загинули від рук 'советських' загарбників влітку 1949 року, тож в 2014 році виповнилось 65 років з дати їх останнього бою з ворогом. 

Пам’ятник Тарасу Шевченку у с.Тучне
Пам’ятник Тарасу Шевченку у с.Тучне
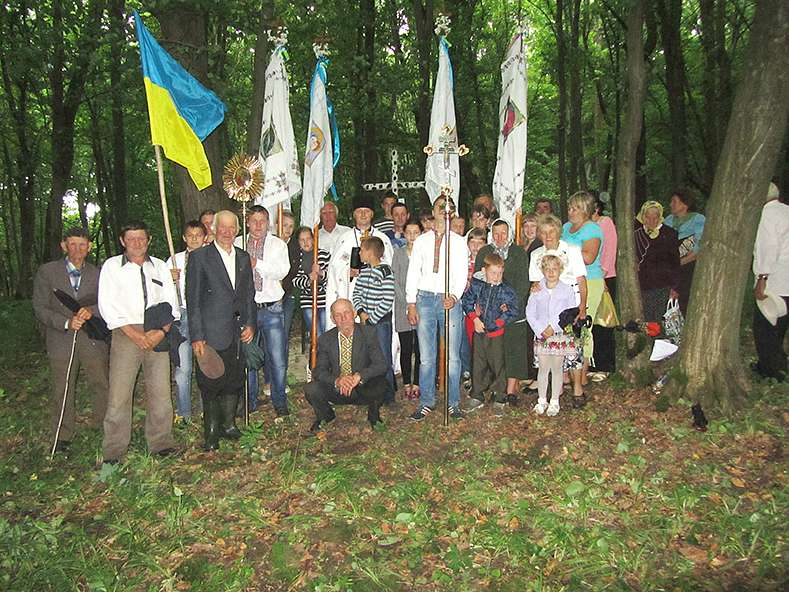
Вшанування українських повстанців у селах Тучне та Прибин

## Інфраструктура

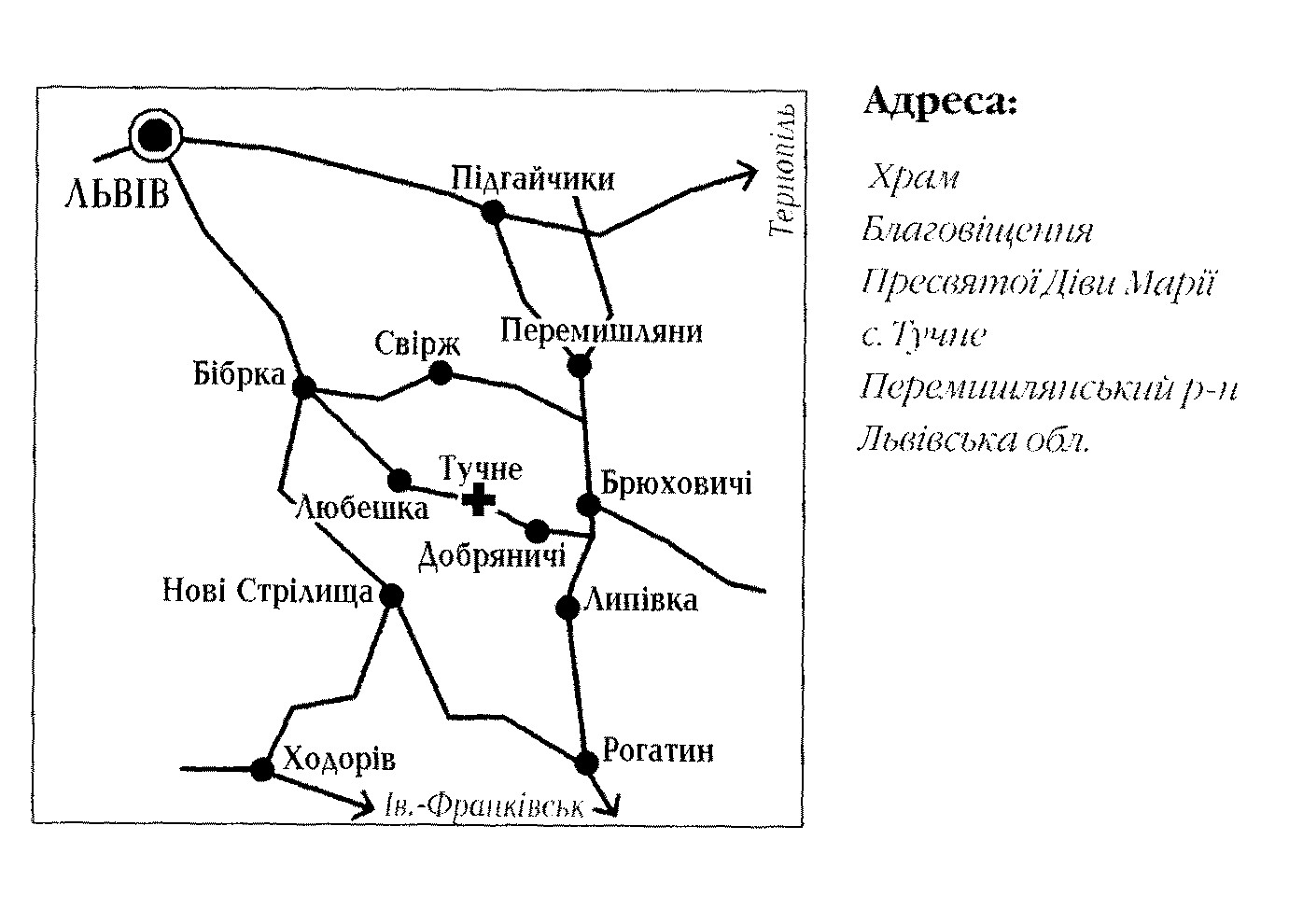
Схема доїзду до с. Тучне

У селі Тучне діяла школа І-ІІ ступенів, медпункт, пошта, магазин.
Маршрутка Львів-Прибин-Тучне відправляється з вулиці Личаківської у місті Львові, поблизу колишньої автостанції. Автобус їде через райцентр Перемишляни.
Власним транспортом найшвидшим буде шлях не через райцентр, а через місто Бібрку та село Любешку.
В теплий період року за цим маршрутом курсує маршрутка Львів-Тучне-Перемишляни. Відправляється автобус з автостанції по вул. Зеленій у місті Львові (ДБК).

## Спорт

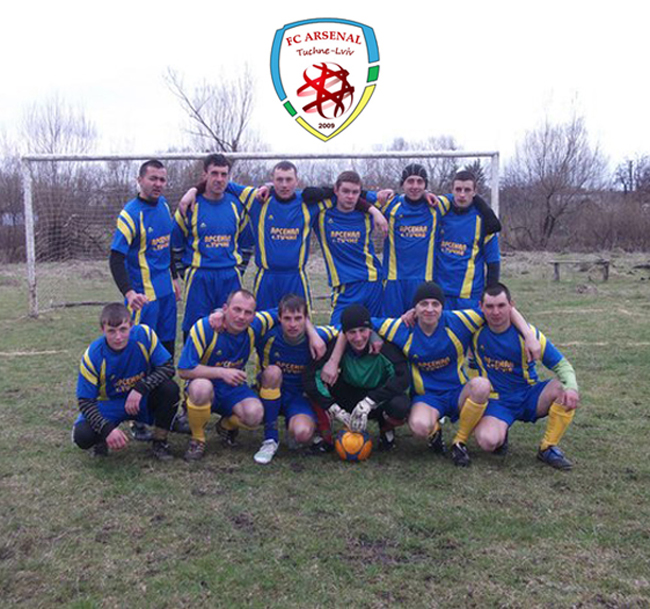
ФК «Арсенал» (Тучне)

У 2009 році завдяки зусиллям та ініціативі місцевих футболістів у селі Тучне створена футбольна команда «Арсенал».
ФК «Арсенал» (з початку 2016 року — ФК «Форель») виступає у першості Перемишлянського району.
З кожним роком команда вдосконалюється і показує кращий футбол.

## Постаті
- Зіновій Садовий (1974—2022) — солдат Збройних сил України, учасник російсько-української війни.

## Книги

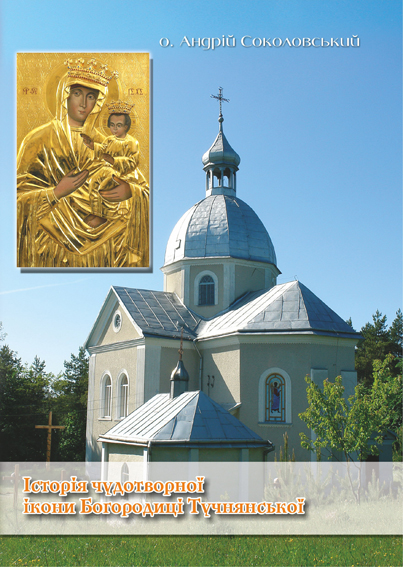
Книга о. Андрія Соколовського

В 2011 році з благословення Преосвященого Владики Тараса Сеньківа, вийшла друком книга о. Андрія Соколовського «Історія чудотворної ікони Богородиці Тучнянської», яка розповідає про минуле одного з десяти відпустових місць Стрийської єпархії.
Книга простежує історичний контекст чудотворної ікони, іконографію, історії заступництва Пресвятої Богородиці.
Також  інформацію з історії села Тучне можна почерпнути з книжок краєзнавця Василя Лаби, про повстанську боротьбу — з праць дослідника Романа Пастернака «Не вмре слава героїв».
Тучне згадується і у фотоальбомі-путівнику «Незрівнянний рідний край. Перемишлянщина запрошує».

## Довідники
Жаровська О. Паломницькі святині. Львів 2009, с. 159—162.
Жаровська О. Паломницькі святині. Львів 2011, с. 178—181.
Паломницькі місця. / уклали Ірина Голота, Марія Влад, с. Маріанна Гузіль, Володимир Гіщинський. Київ 2011, с. 103—104.
Шематизм Стрийської єпархії Української Греко-Католицької Церкви. Дрогобич: Коло, 2011, с. 54.

## Молитовники
Молитовник прочанина / упорядник Ольга Жаровська. Львів 2009, с. 386—388; 429—431.
Молитовник «Пресвятая Богородице спаси нас». Львів 2014, с. 146.
Богослужбові тексти Вечірні та Утрені та молитва до Тучнянської чудотворної ікони Богородиці Церковний календар з уставом на 2009 рік УГКЦ. Стрий 2009, с. 227—234.

## Статті
1. Соколовський о. Андрій. Історія Тучнянської чудотворної ікони Богоматері // Місіонар. Український християнський часопис 4 (210) (квітень) (2010) с. 19-20.
2. Соколовський о. Андрій. Історія Тучнянської чудотворної ікони Богоматері // Нова доба (2010/13 (155) 2 квітня, с. 4.
3. Соколовський о. Андрій. Історія Тучнянської чудотворної ікони Богоматері // Нова доба (2010/14 (156) 9 квітня, с. 4.
4. Соколовський о. Андрій. Історія Тучнянської чудотворної ікони Богоматері // Нова доба (2010/15 (157) 16 квітня, с. 4.
5. Соколовський о. Андрій. Історія Тучнянської чудотворної ікони Богоматері // Перемишлянський край (2010/26-27 (162—163) 2 квітня, с. 3.
6. Соколовський о. Андрій. Історія Тучнянської чудотворної ікони Богоматері // Перемишлянський край (2010/28-29 (164—165) 9 квітня, с. 3.
7. Соколовський о. Андрій. Історія Тучнянської чудотворної ікони Богоматері // Перемишлянський край (2010/34-35 (170—171) 30 квітня, с. 3.
8. Соколовський о. Андрій. Історія Тучнянської чудотворної ікони Богоматері // Перемишлянський край (2010/36-37 (172—173) 7 травня, с. 4.
9. Соколовський о. Андрій. Історія Тучнянської чудотворної ікони Богоматері // Пізнай правду. Католицький часопис 2 (93) (квітень-червень) (Львів 2010) 24-28, 35.
10. Соколовський о. Андрій. Історія чудотворної ікони Тучнянської Богородиці // Діти Непорочної. Релігійний журнал християнської родини 3 (62) (Львів 2010) 5-9.
11. Соколовський о. Андрій. Історія чудотворної ікони Тучнянської Богородиці // Діти Непорочної. Релігійний журнал християнської родини 4 (63) (Львів 2010) 4-6.
12. Соколовський о. Андрій. Історія заступництва чудотворної ікони Божої Матері Тучнянської // Діти Непорочної. Релігійний журнал християнської родини 6 (65) (Львів 2010) 8-12.
13. Данилків Х. На Святій горі (переможниця конкурсу «Храм мого села») // Галицький шлях (2000/20 (1071) 10 березня, с. 1, 4.
14. Конвіцький П. Усі дороги ведуть до Тучного // Галицький  шлях (2000/15 (1066), с. 3.
15. Мирка М. Наші святині: Чудотворна ікона Тучнянська // Галицький шлях (2000/14 (1065) 18 лютого, с. 2.
16. Нічні чування // Галицький шлях (2000/42 (1093) 2 червня, с. 1.
17. Романяк М. На Благовіщення у Тучному. // Галицький шлях 30 (1479) 16 квітня 2004 р), с. 4.
З благословення Глави Української Греко-Католицької Церкви Блаженнішого Патріарха Любомира Гузара Патріарший Паломницький Центр УГКЦ наприкінці 2010 року видав мапу-путівник «Святині України», де подано місцезнаходження  151 святині УГКЦ — це монастирі, кафедральні собори, храми, в яких почитаються чудотворні ікони та мощі святих. У цьому путівнику подано також зображення чудотворної ікони Тучнянської Богородиці та місцезнаходження храму Благовіщення.
Стрийська єпархія УГКЦ видала церковний календар на 2011 рік з іконою Тучнянської Богородиці.

## Краєвиди

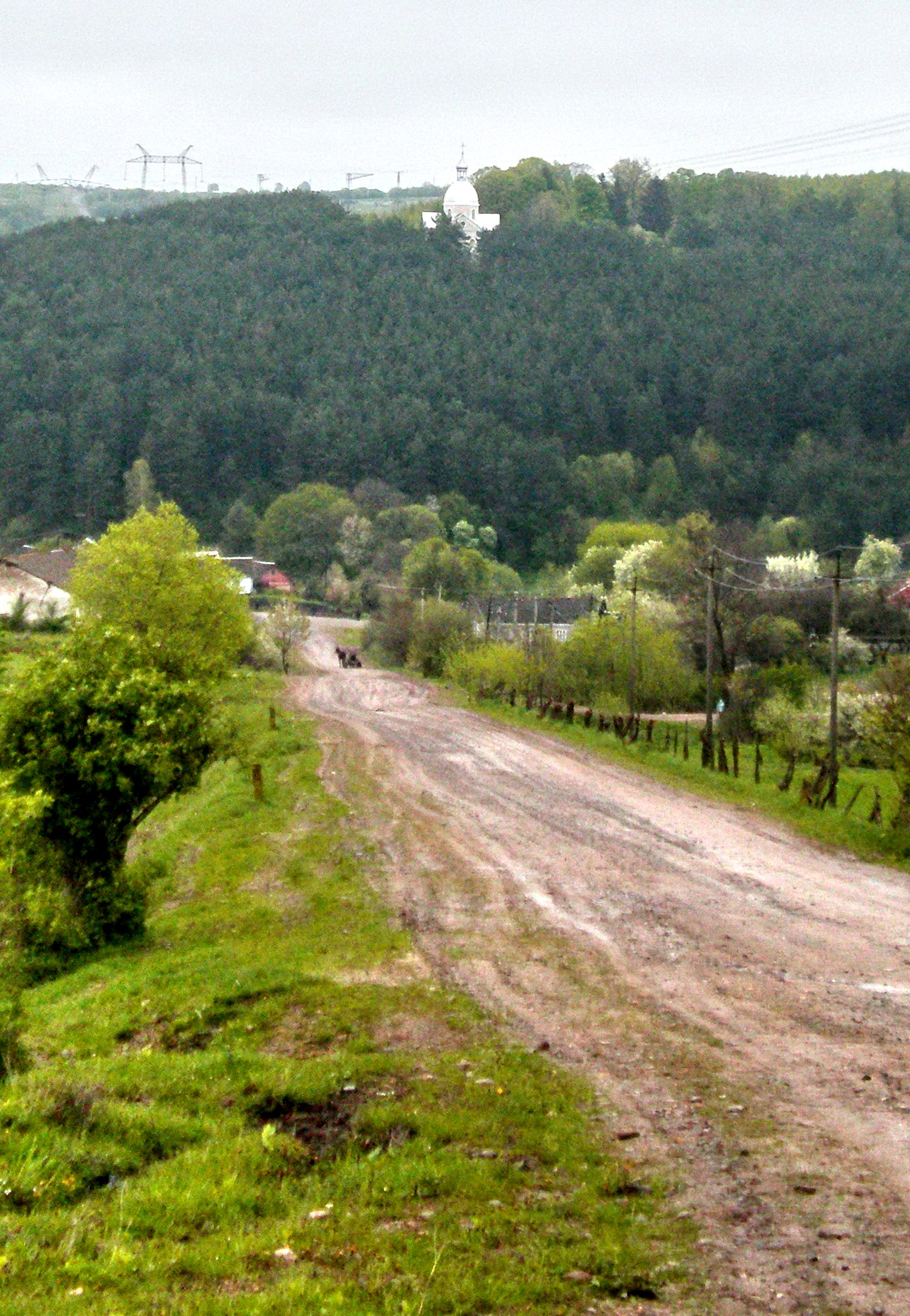
Дорога у с.Тучне
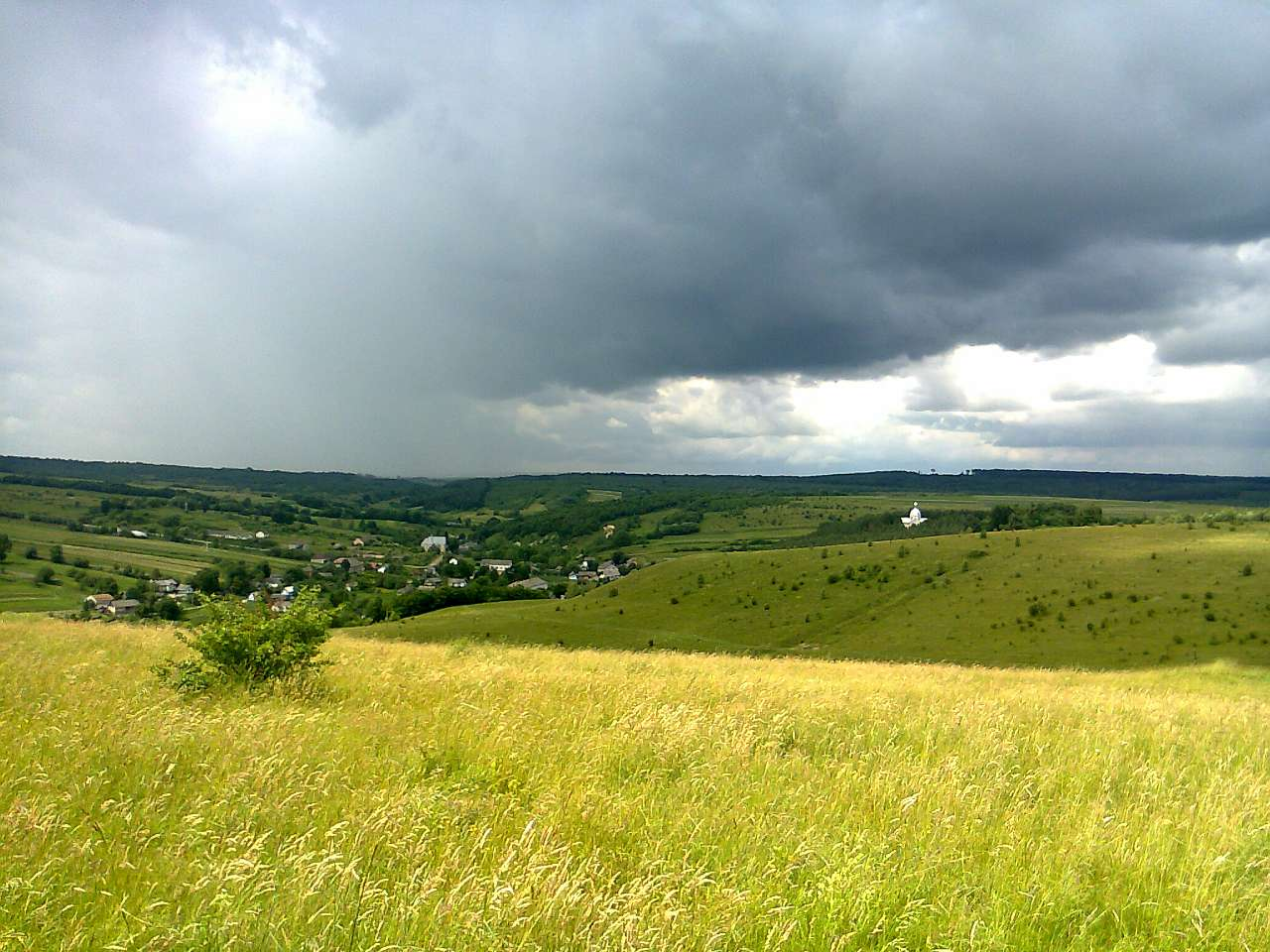
Краєвид с.Тучне
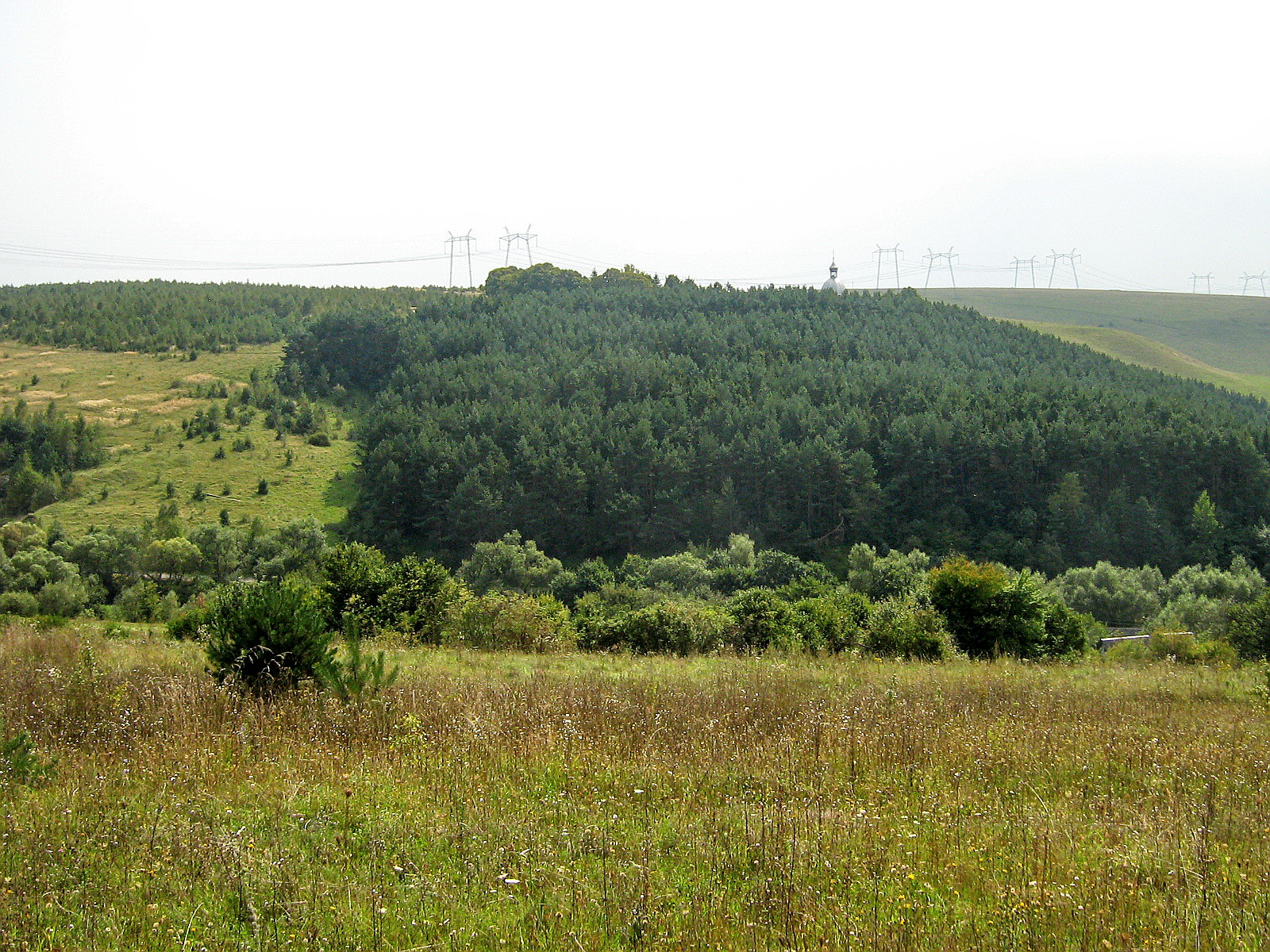
Краєвид с.Тучне
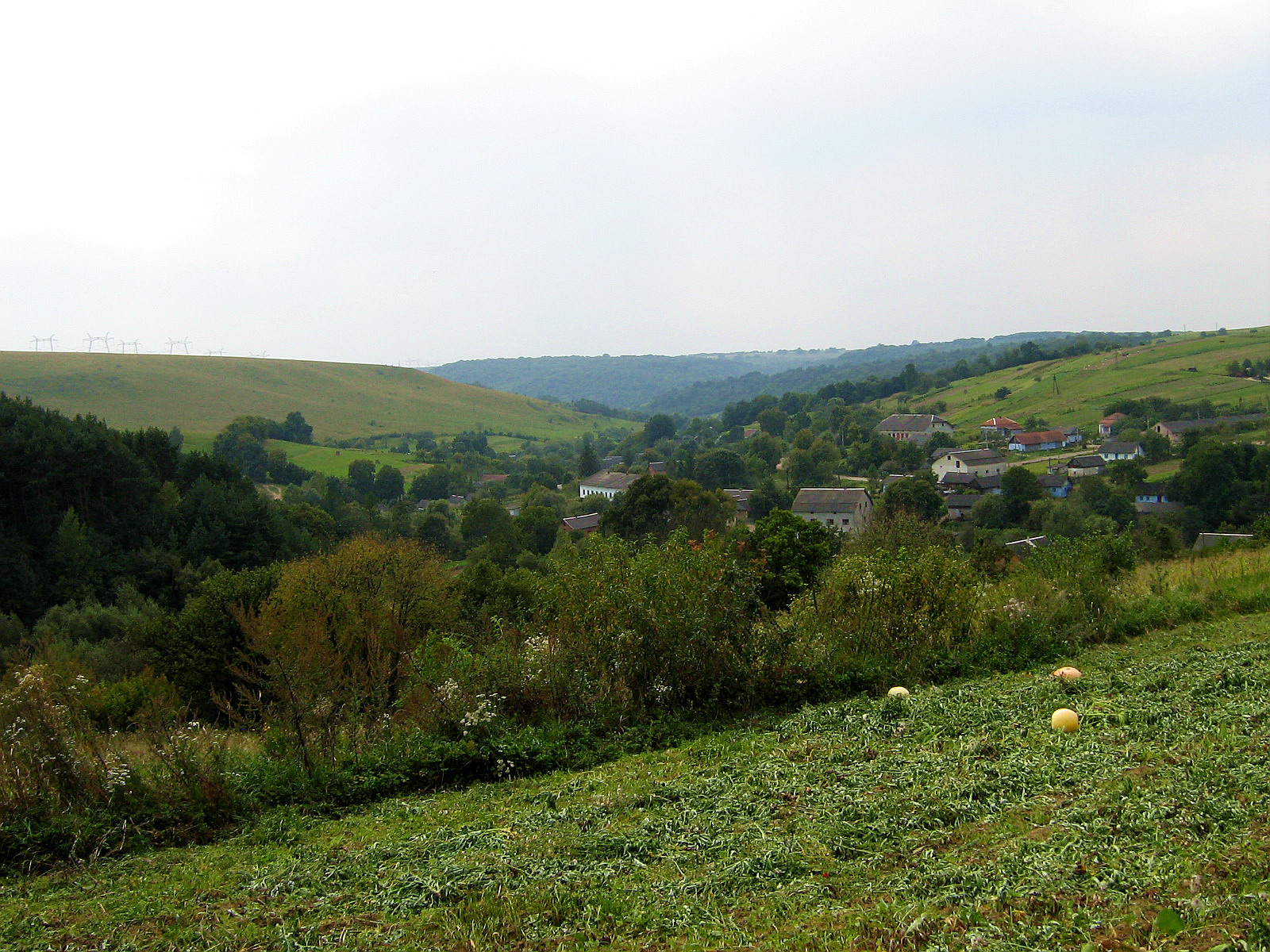
Краєвид с.Тучне
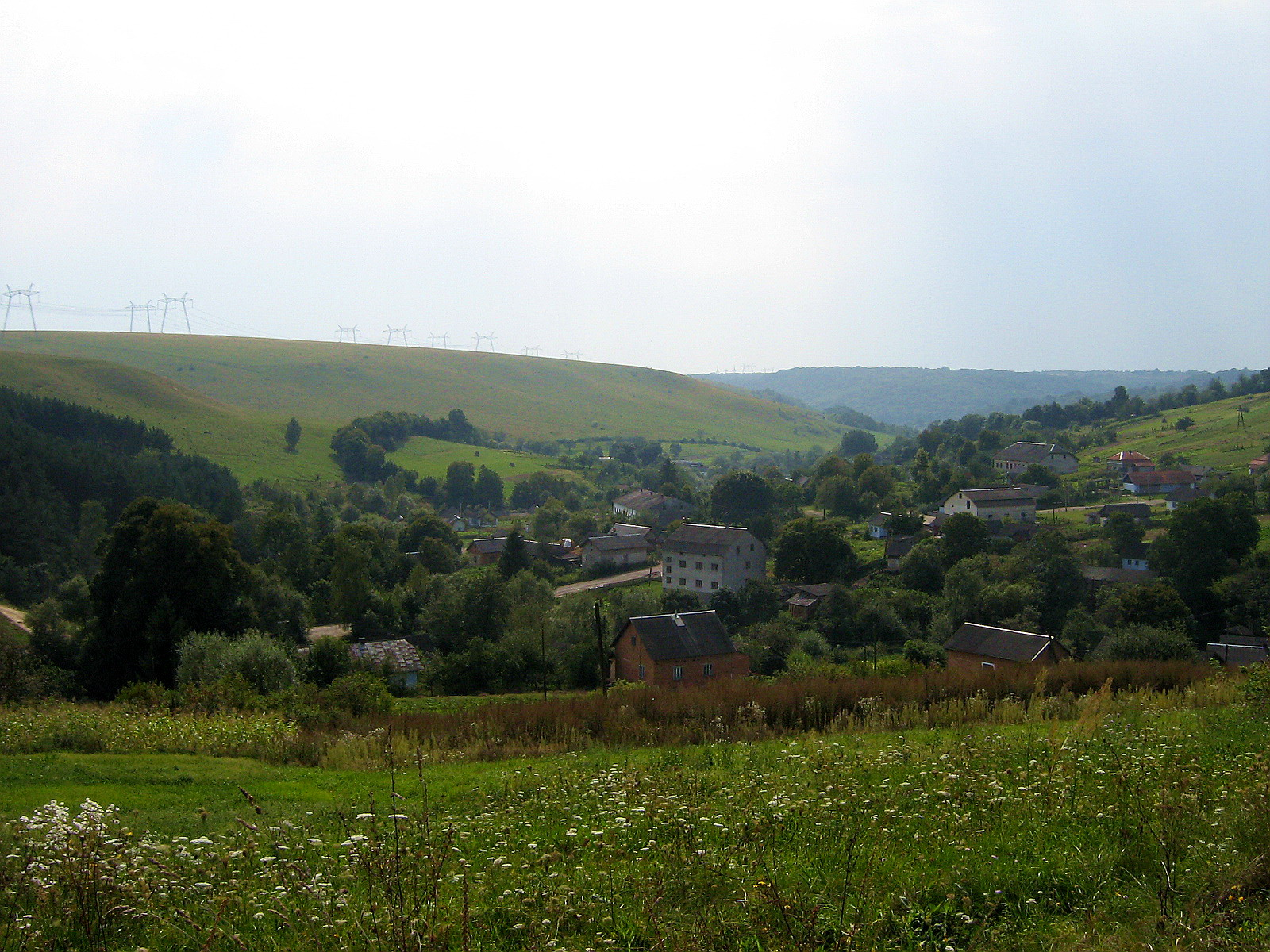
Краєвид с.Тучне